# 耶稣会教堂 (威尼斯)
耶稣会圣母升天堂（Chiesa di Santa Maria Assunta detta I Gesuiti）简称“耶稣会”（I Gesuiti），是意大利威尼斯的一座宗教建筑. 它位于卡纳雷吉欧区的耶稣会广场（Campo dei Gesuiti）。

## 历史

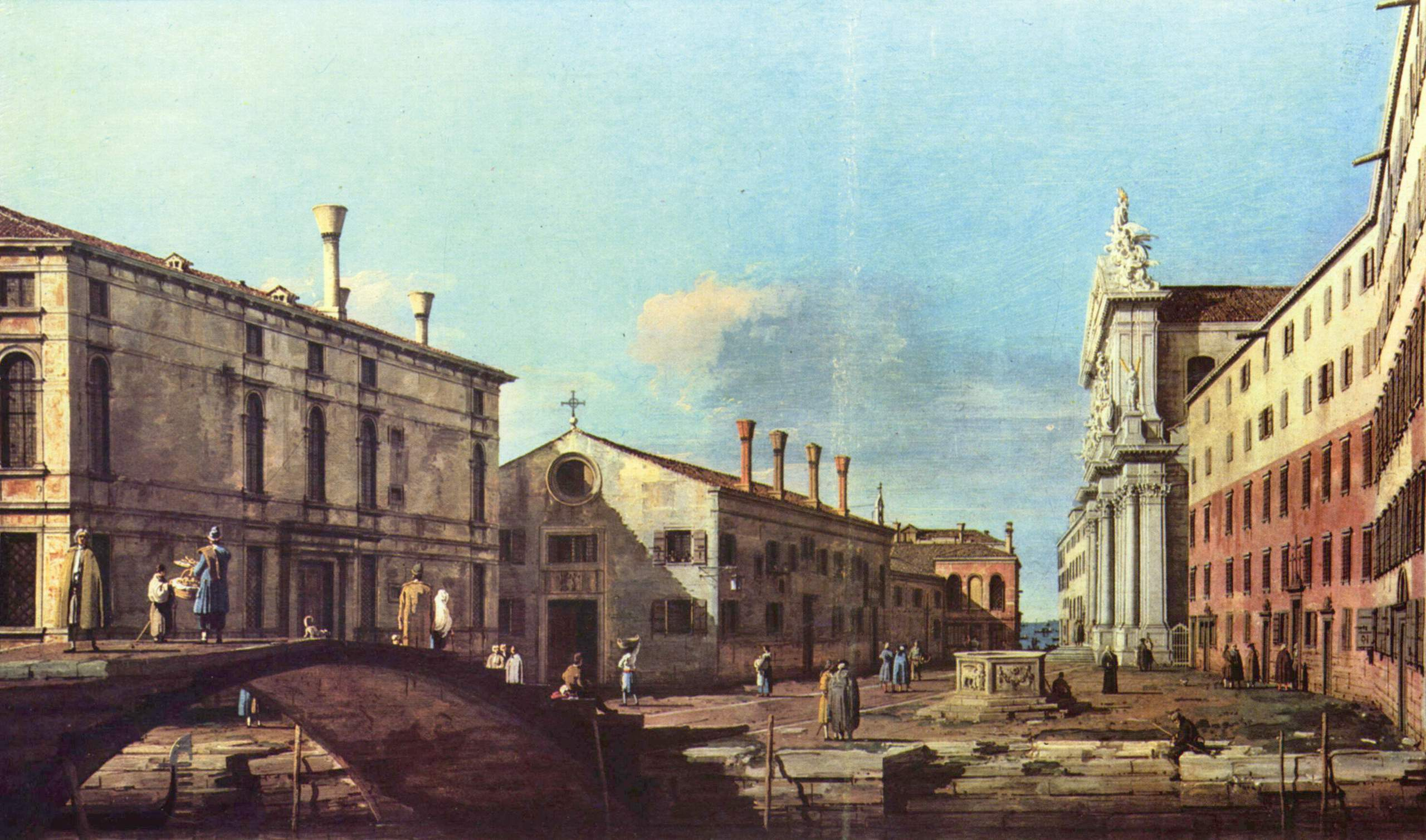

根据一些资料，该堂由一位彼得出资建造，按照总督安德烈丹多罗（Andrea Dandolo）的说法，是由克莱托古（Cleto Gussoni）建于1148年，周围是空地、水面和湿地。1154年，克莱托变成了一个医院。另一个古索尼，名字是 Buonavere，克莱托的亲戚和后嗣，提供葡萄园和他在基奥贾和佩莱斯特里纳（Pellestrina）的一些产业。据说在1601年，同一家族的马尔科·古索尼重病缠身，在耶稣会修道院，因圣类思·公撒格的祈祷，而奇迹般地立即痊愈。然而在1631年8月1日，公撒格本人，却在费拉拉帮助那里的瘟疫患者时感染黑死病去世；他被称为“最仁慈的人”（uomo di somma pietà）。他的肖像题为“马尔科·古索尼在费拉拉祝福瘟疫患者”在雷佐尼科宫展出。
圣依纳爵·罗耀拉于1523年首次访问威尼斯，开始朝耶路撒冷朝圣。1535年，他带着一群朋友回到这里，这时他们已经称为耶稣会，并在这里被祝圣为神父。这个团体花了两年时间，在威尼斯潟湖地区立足，并获得大批信徒。他们于1537年前往罗马。
1606年，威尼斯由于与保禄五世发生争执，被禁止举行宗教仪式，耶稣会也被驱逐，直到1657年。这些年间，威尼斯卷入与奥斯曼帝国的消耗战。
威尼斯于是将整个产业卖给了耶稣会，包括一座教堂，一家医院和一座修道院，价格五万ducat。但是，Betlemitani 教堂对于耶稣会士来说还不够大。因此在1715年，他们将其拆除，另建新堂，命名为圣母升天堂。它由马宁家族提供资金;一个贵族 Friulan 家族从1651年。教堂于1728年祝圣。

## 建筑

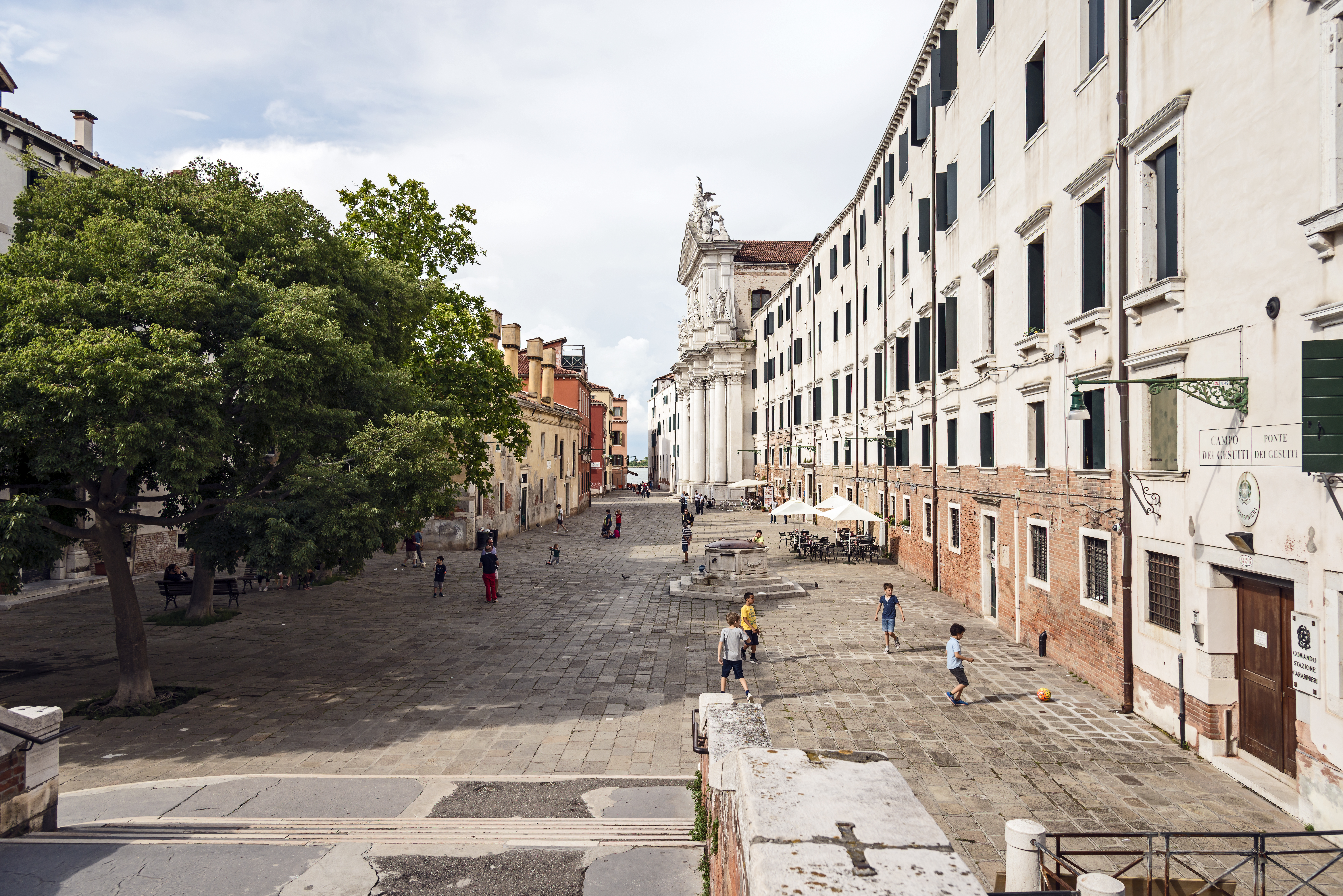

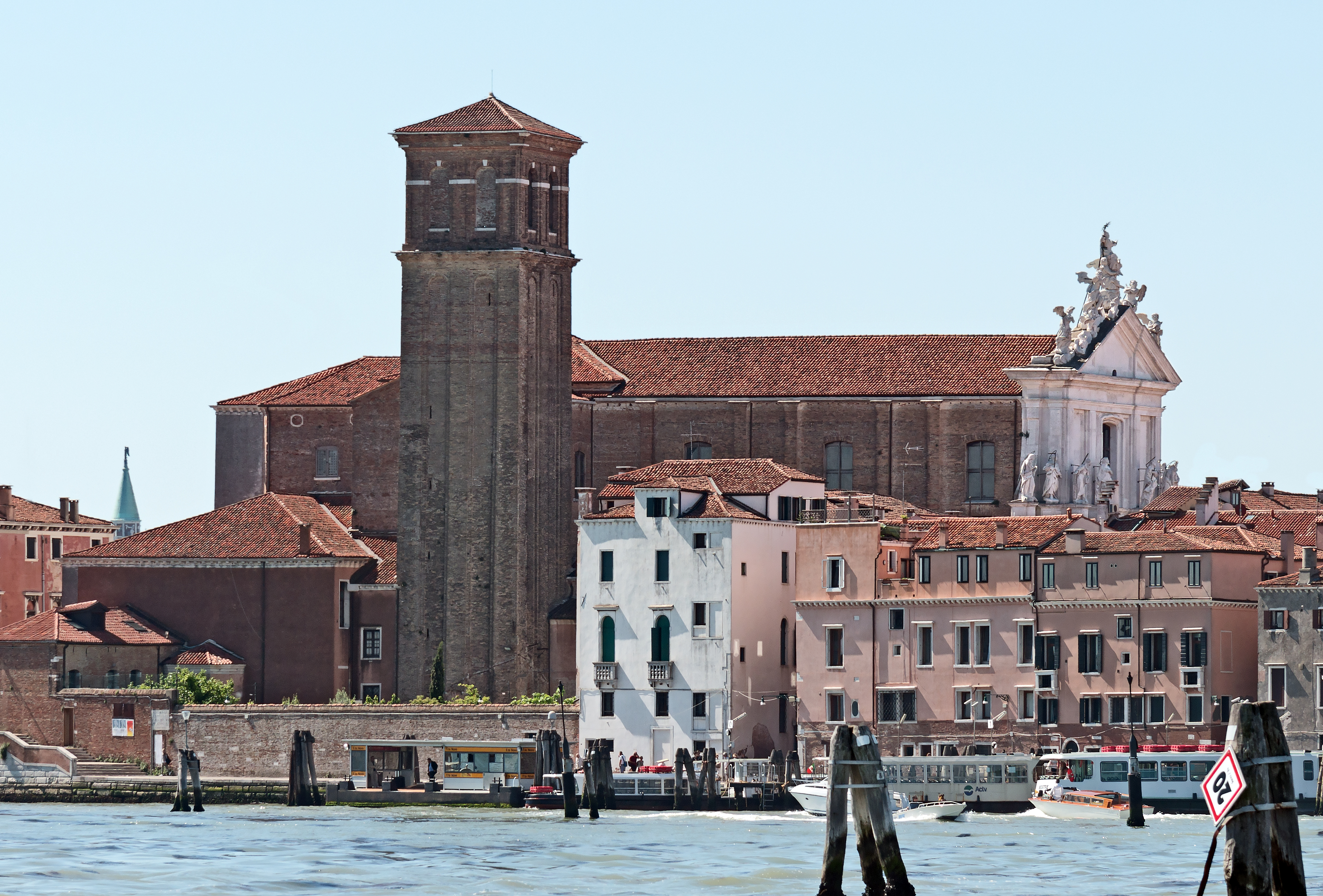

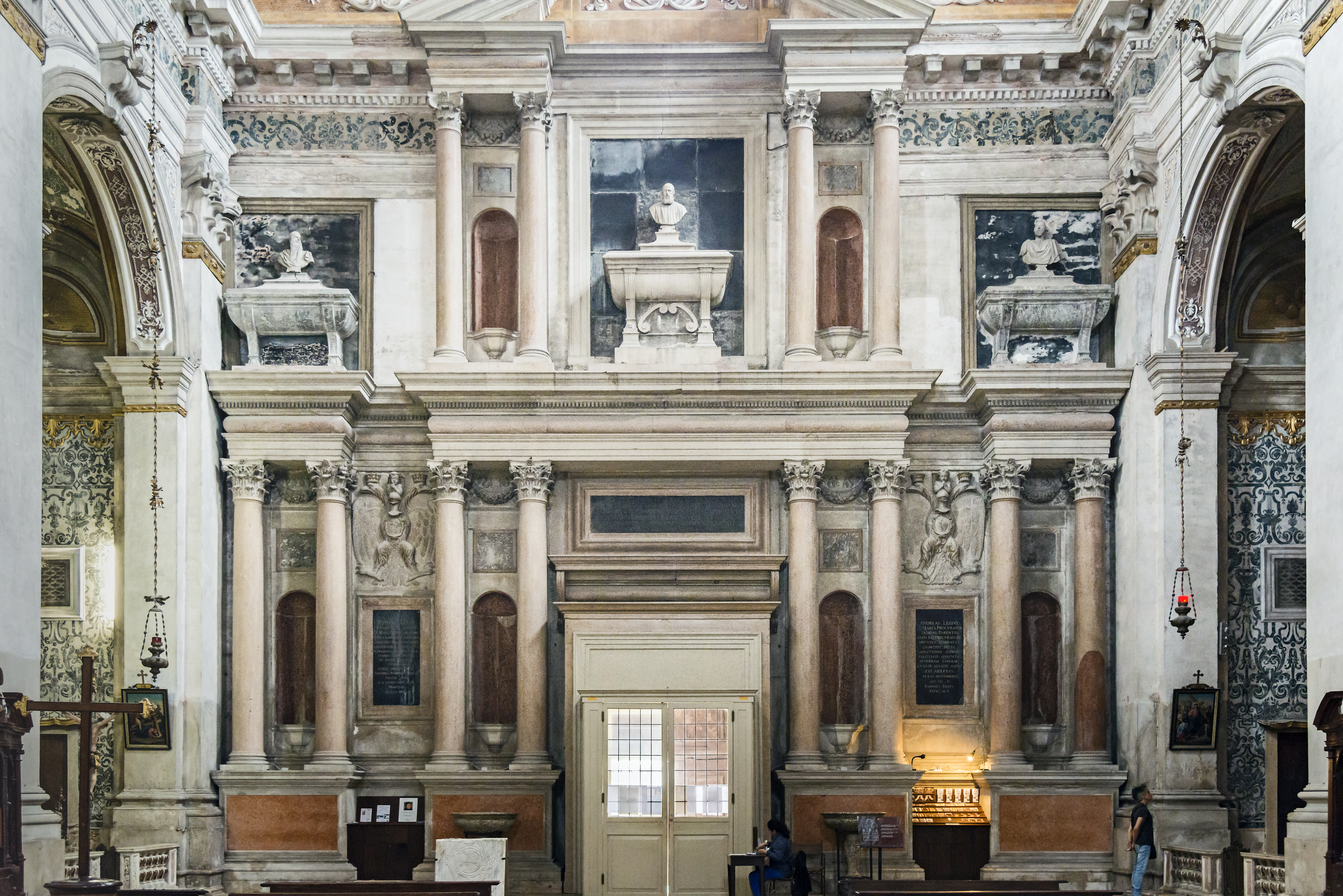
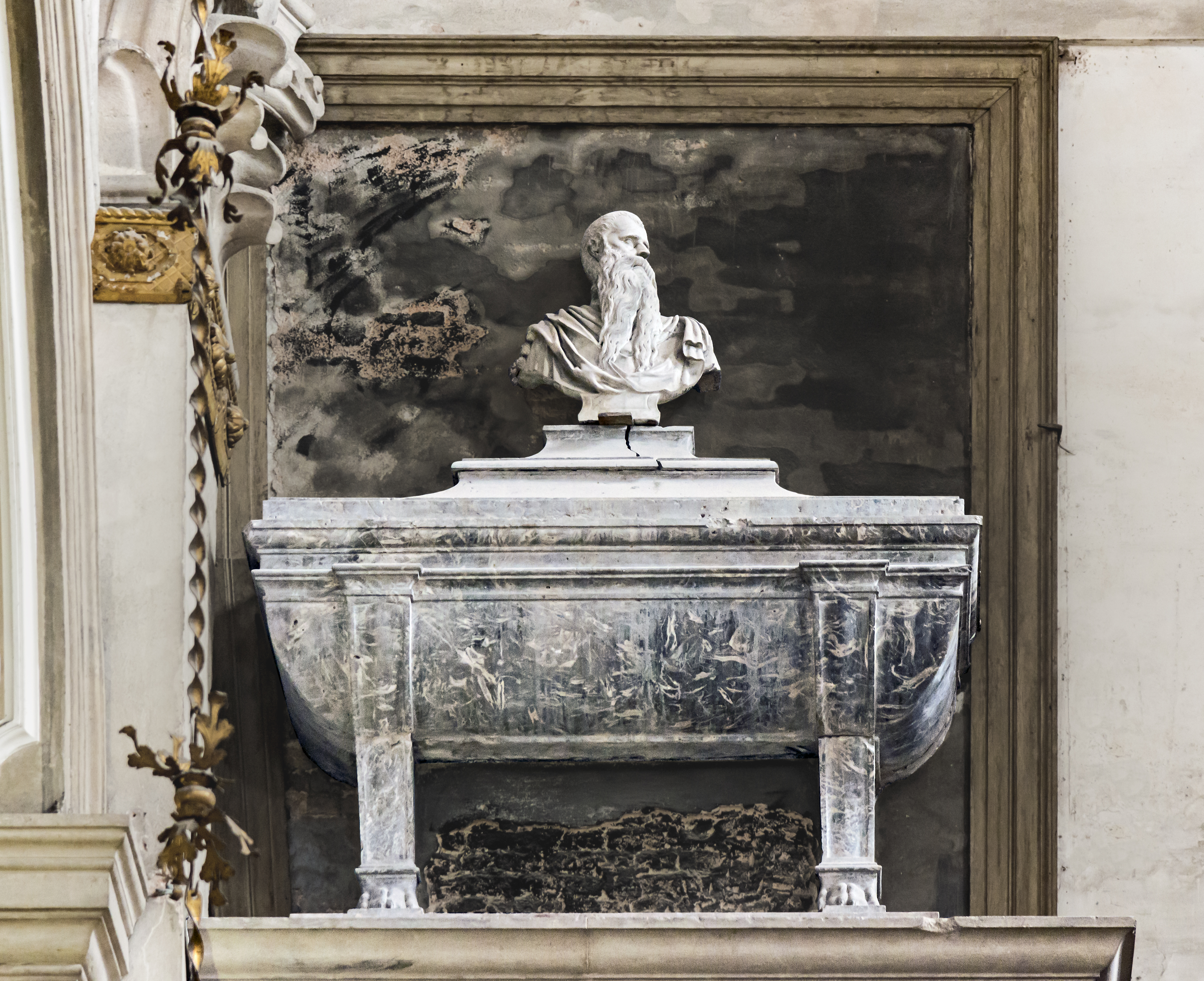
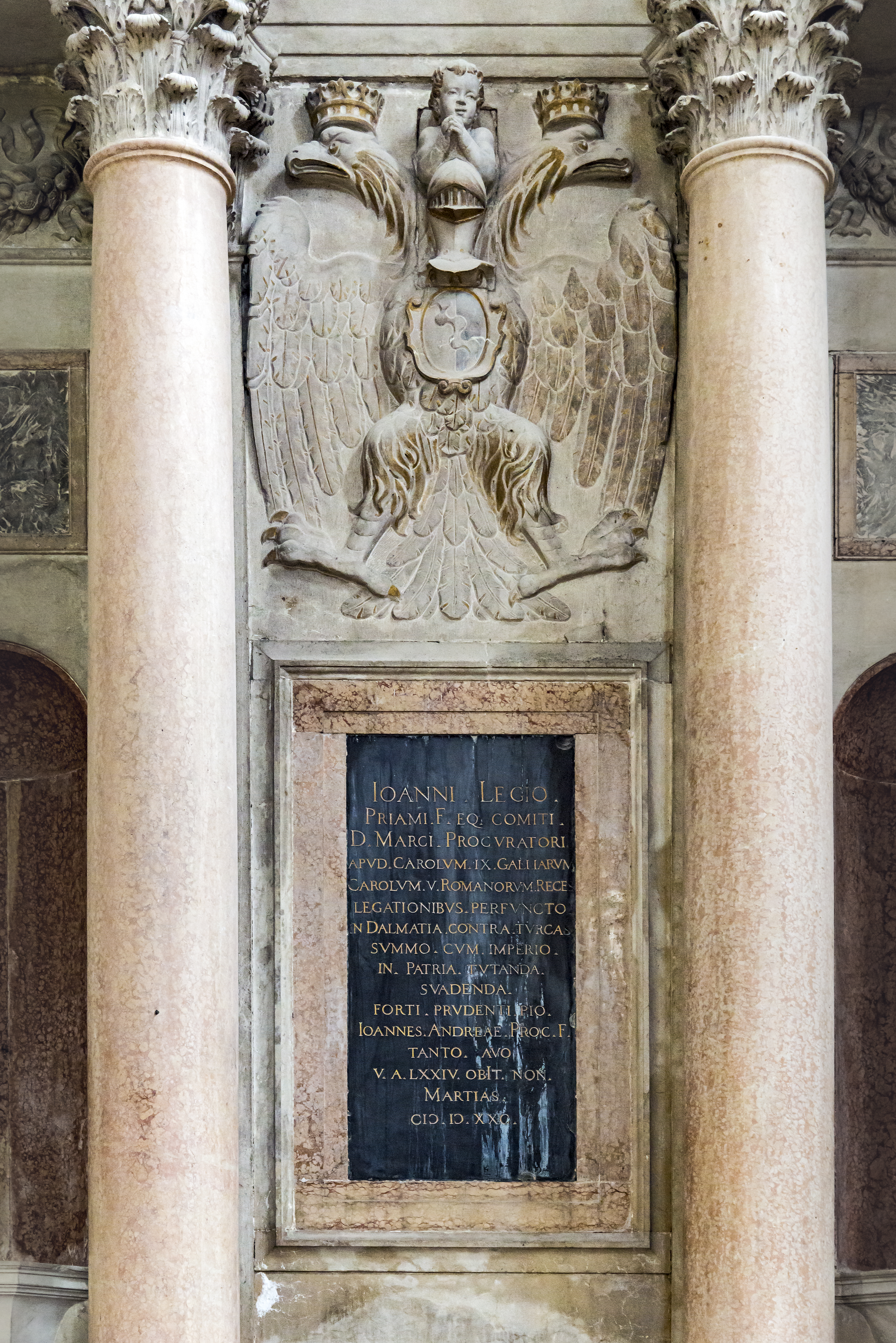
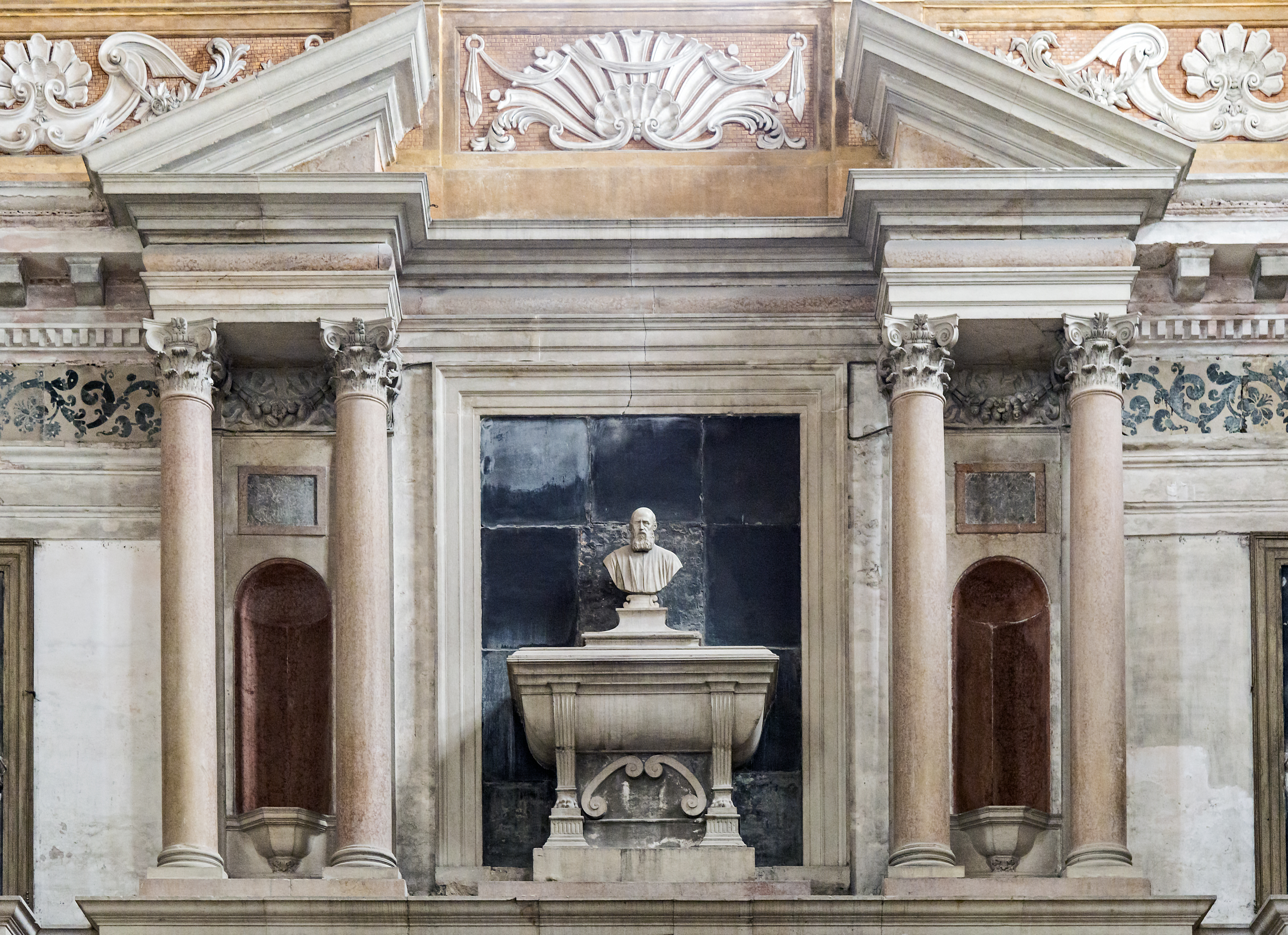
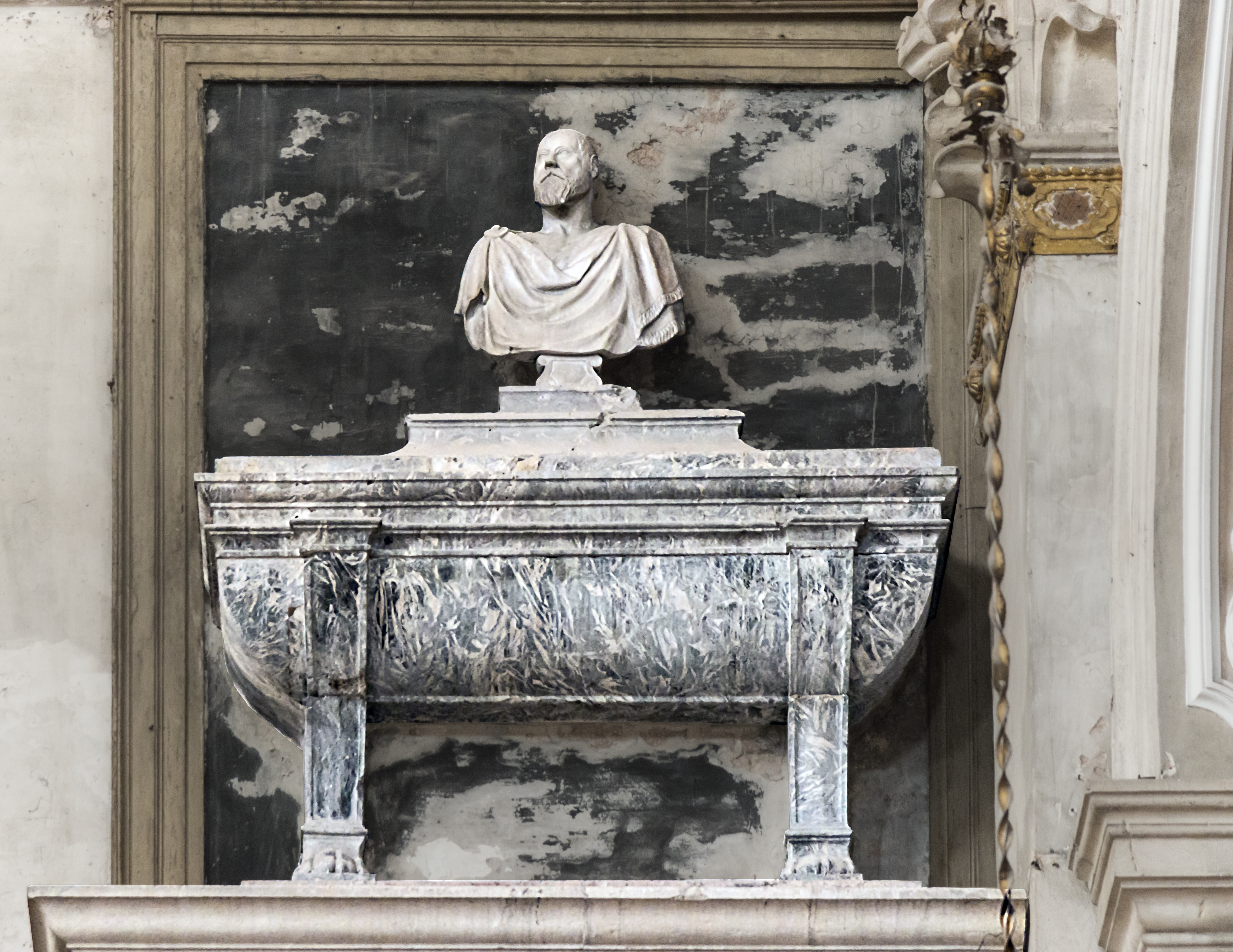
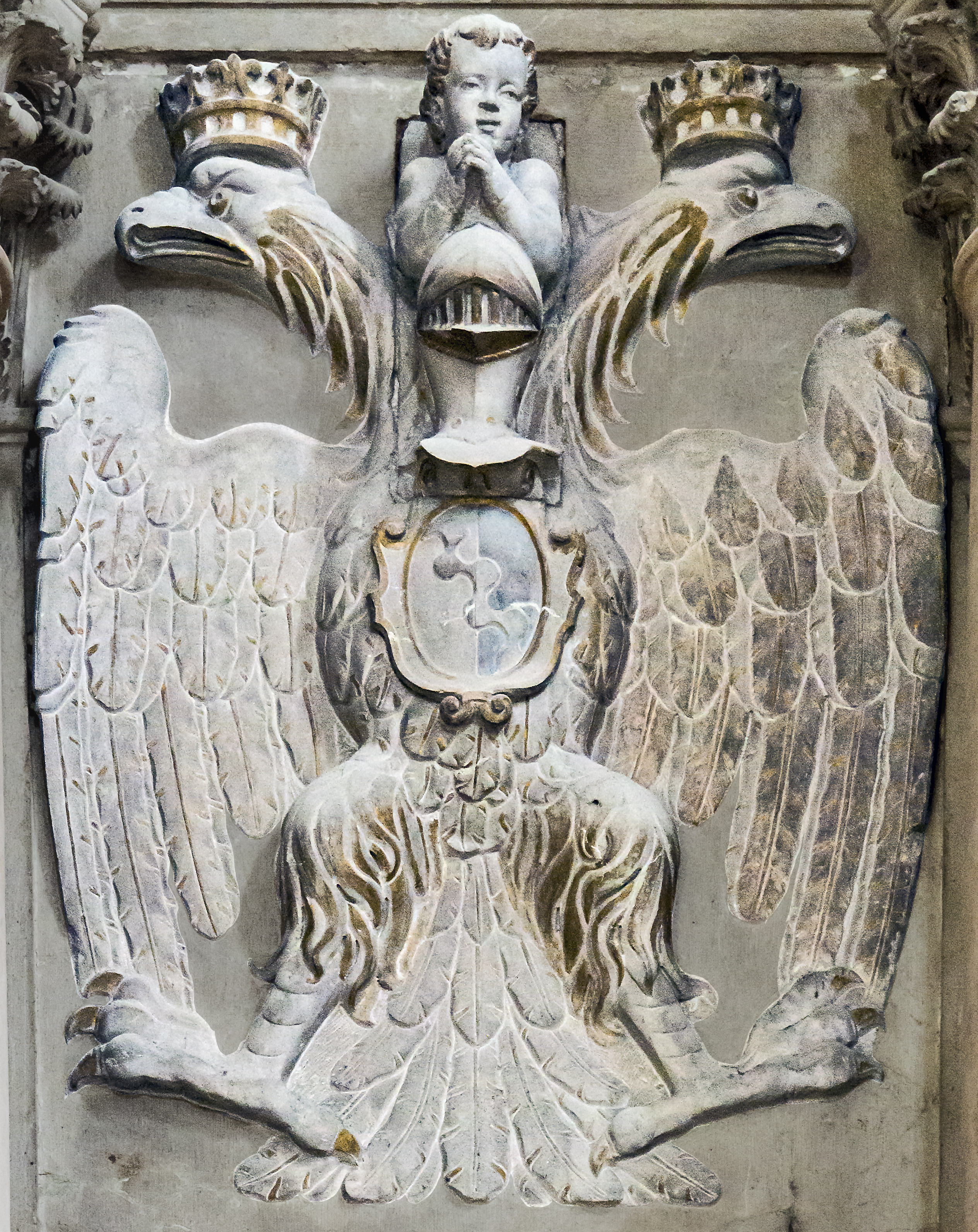

立面分为两层：下层围绕八根柱子，支撑第二层粗糙带裂纹的额枋。这些柱子支持八个雕像，加上另外四尊雕像，代表十二宗徒。正门两侧四个其他雕像为大雅各伯、伯多禄、保禄和玛窦。雕塑家有菲利波卡塔西奥（Filippo Catasio）和Giuseppe Ziminiani。弧形顶饰（Tympanum） 的雕像是托雷蒂（Giuseppe Torretti）的作品“圣母升天”（L'Assunzione della Vergine Maria）。一个绿色和白色的大理石横带, 放置在中央窗户前。
该堂是典型的耶稣会教堂的拉丁十字布局，中殿两侧各有三个小堂。天花板装饰有壁画。

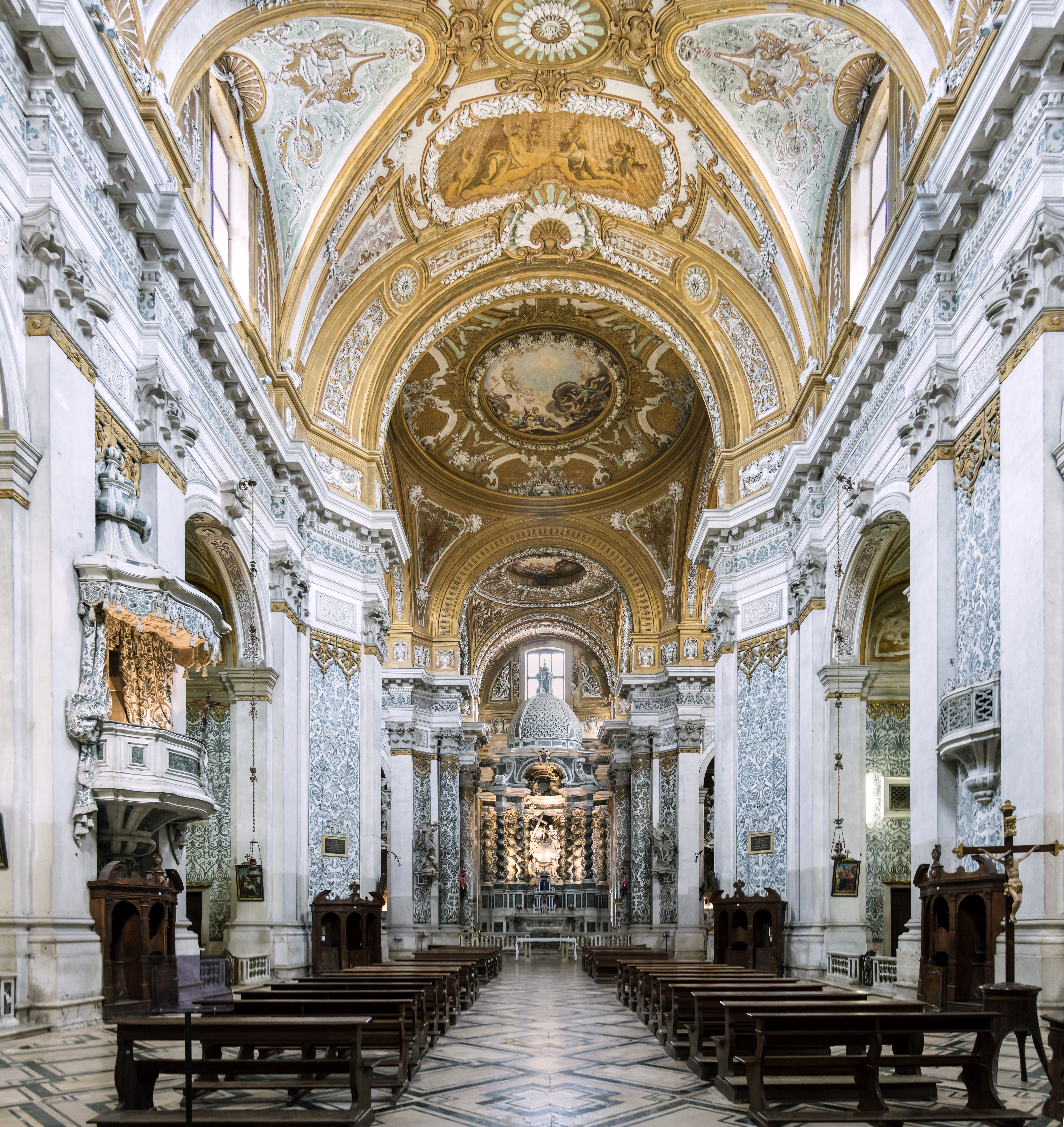
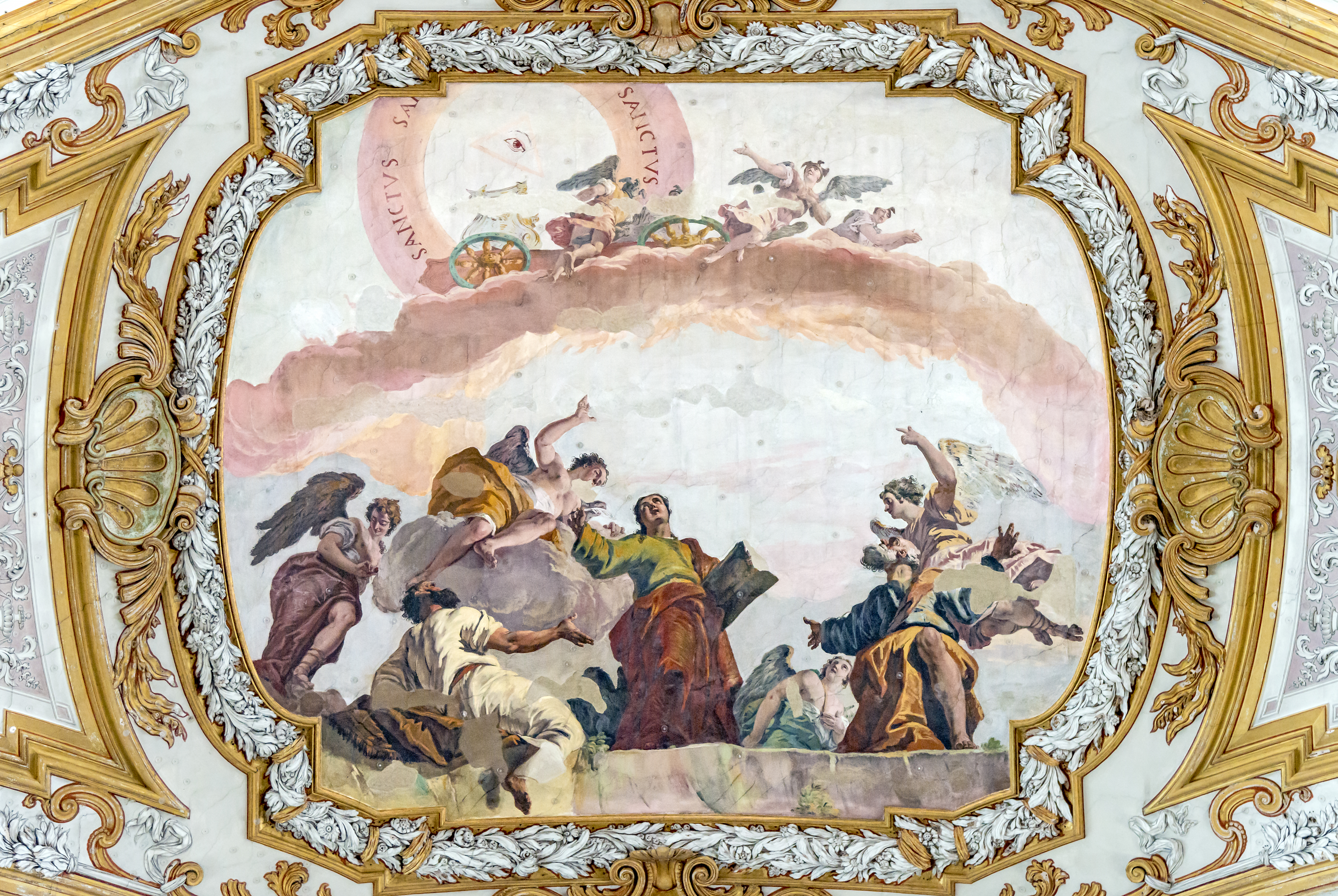
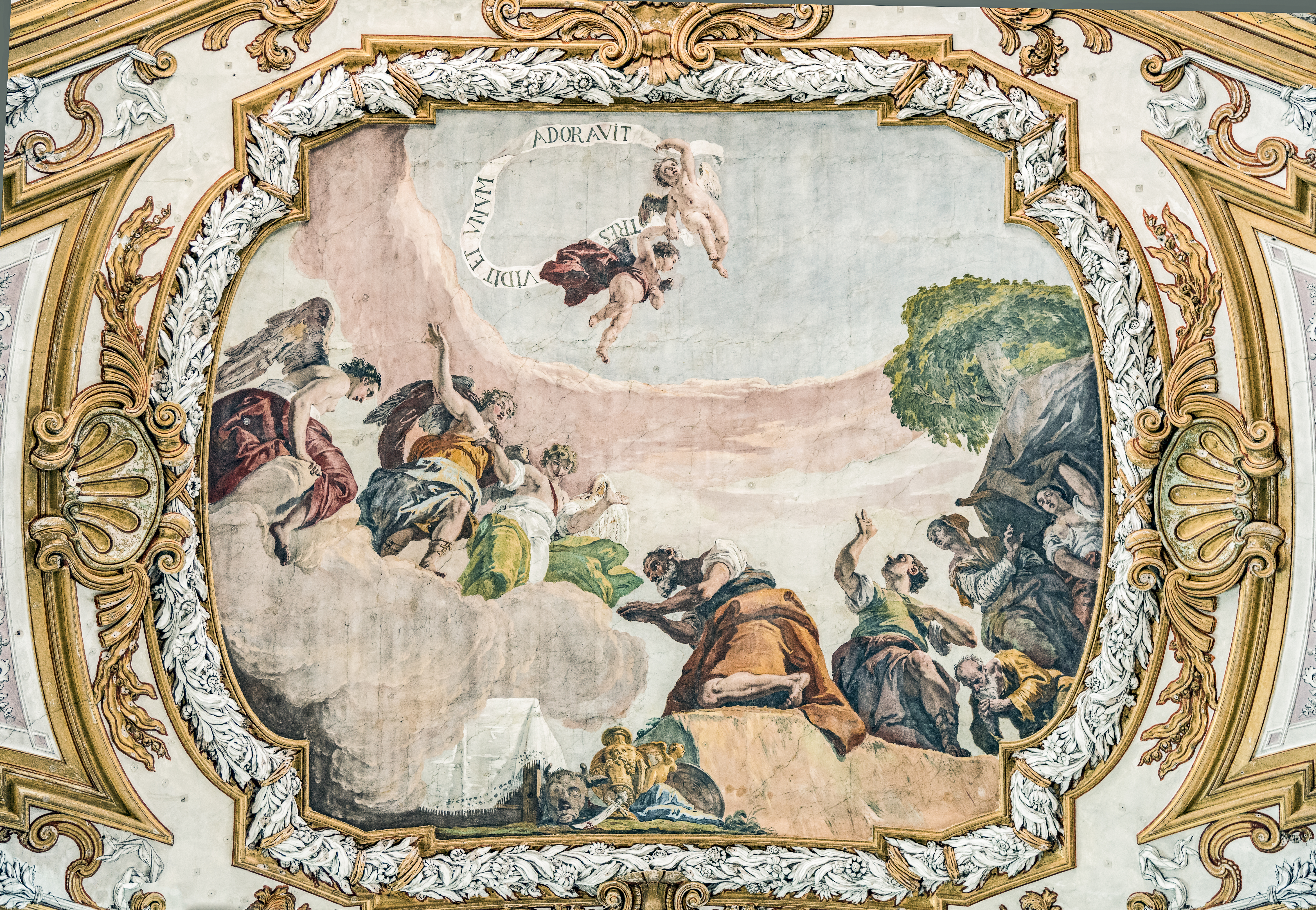

### 左侧

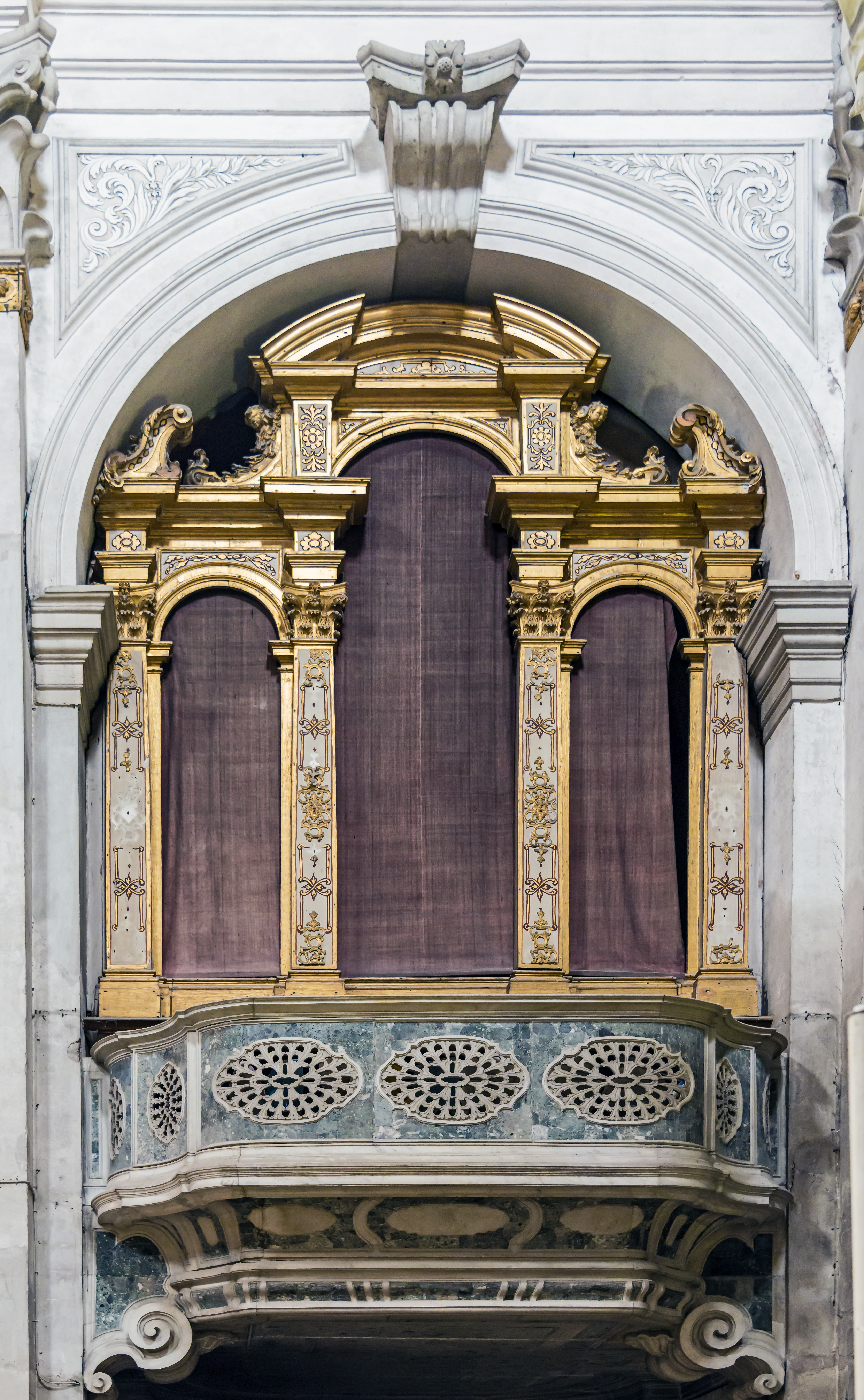
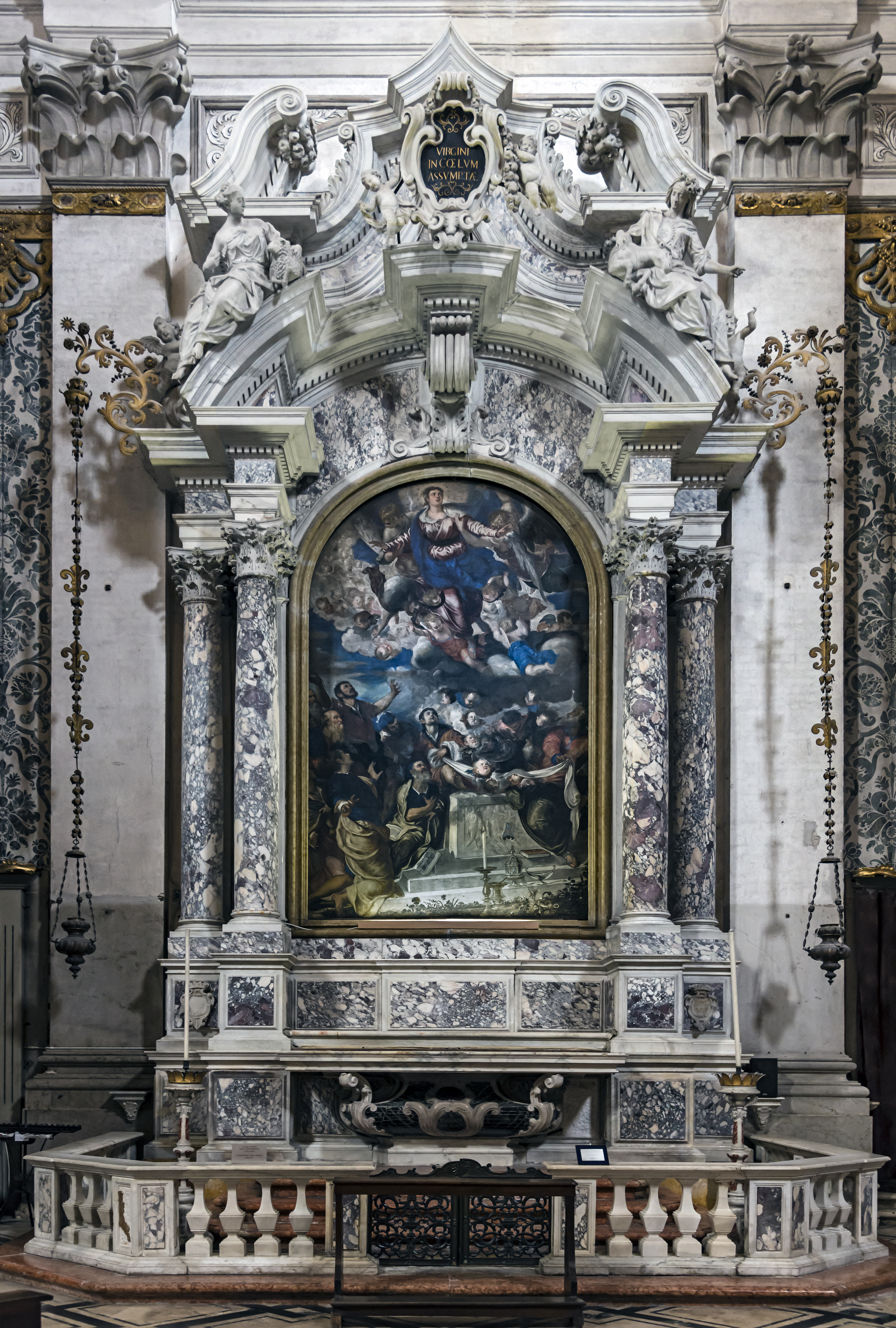
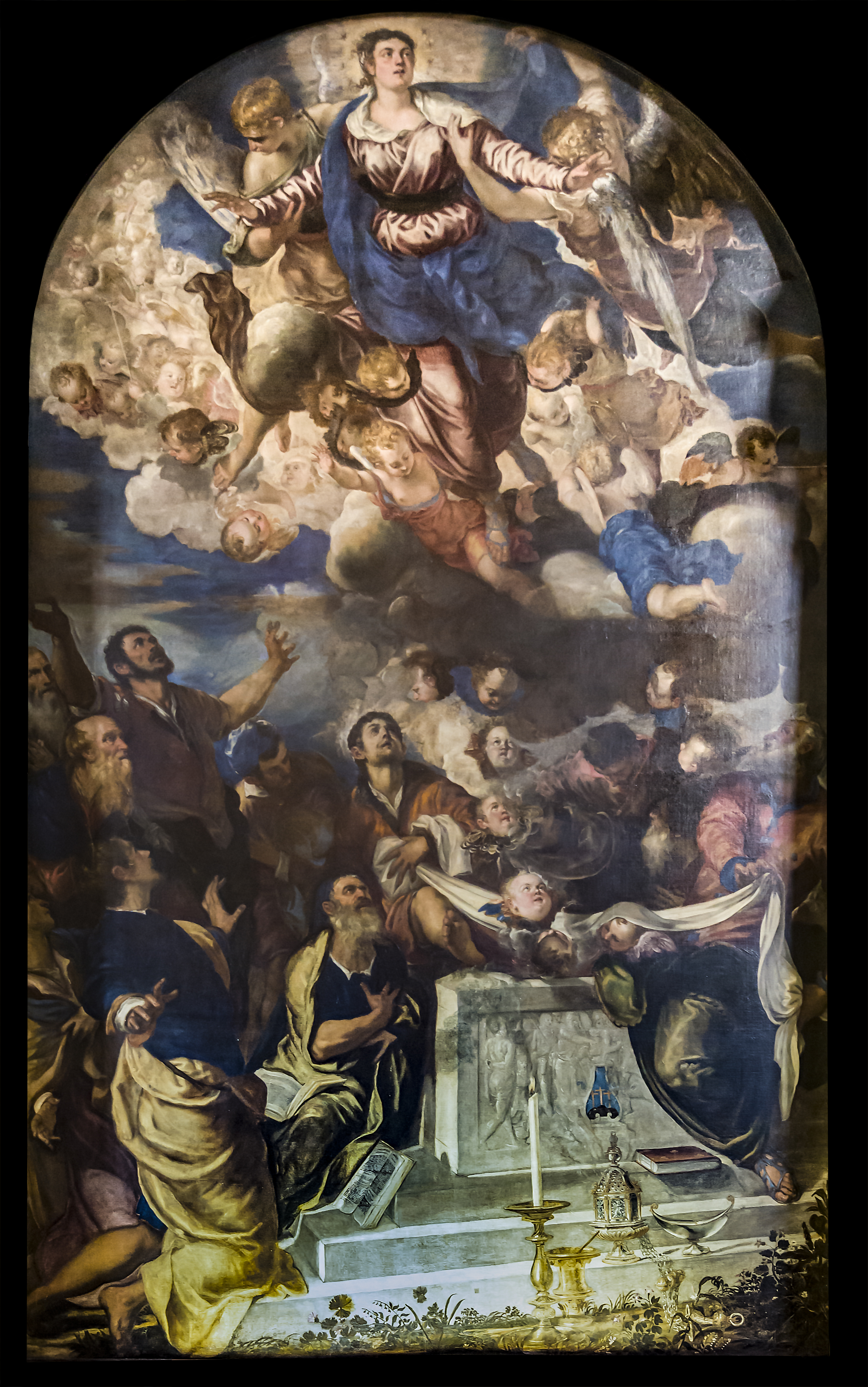
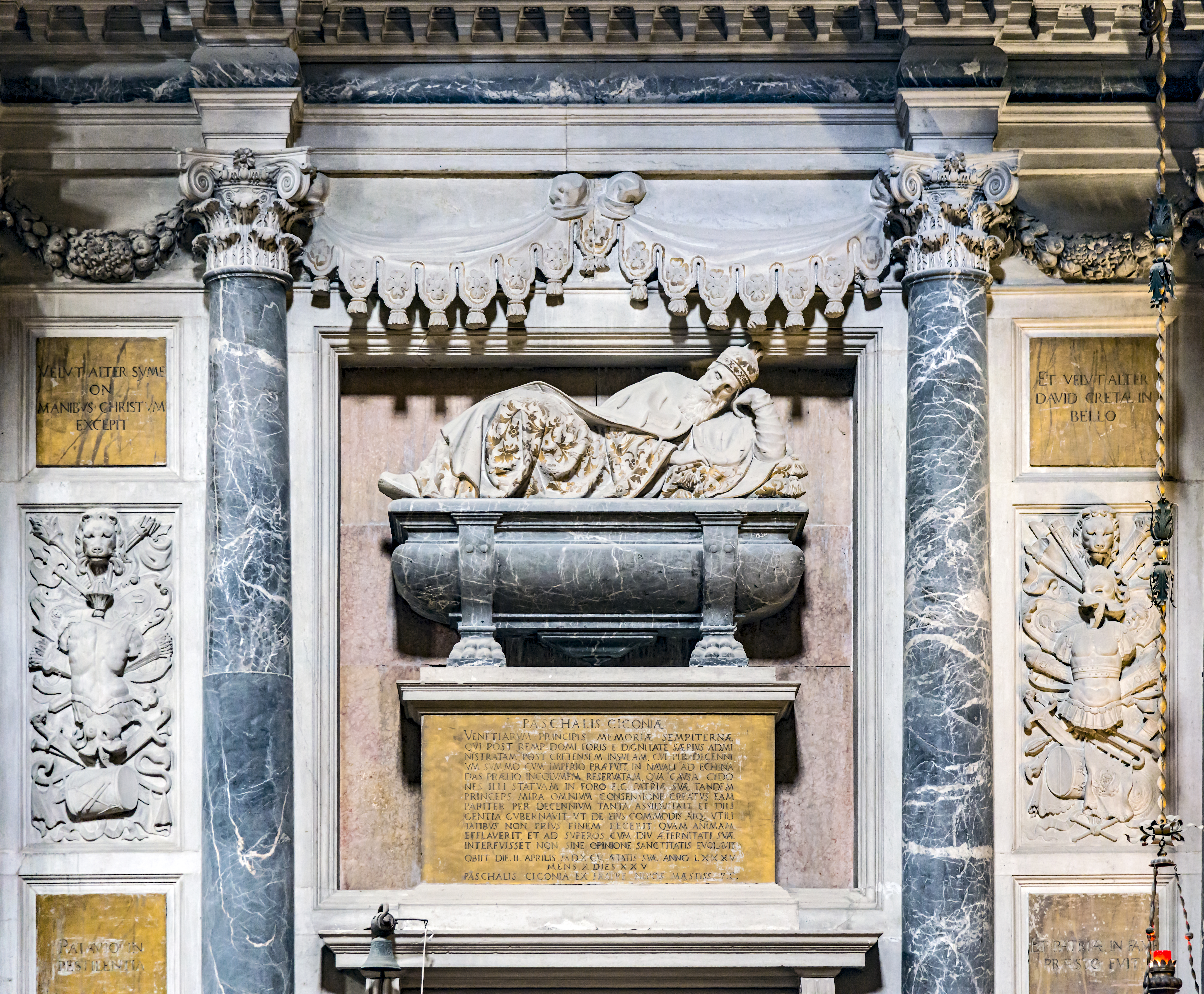

左侧的三个小堂分别为 - 圣老楞佐小堂、圣母小堂和圣心小堂。

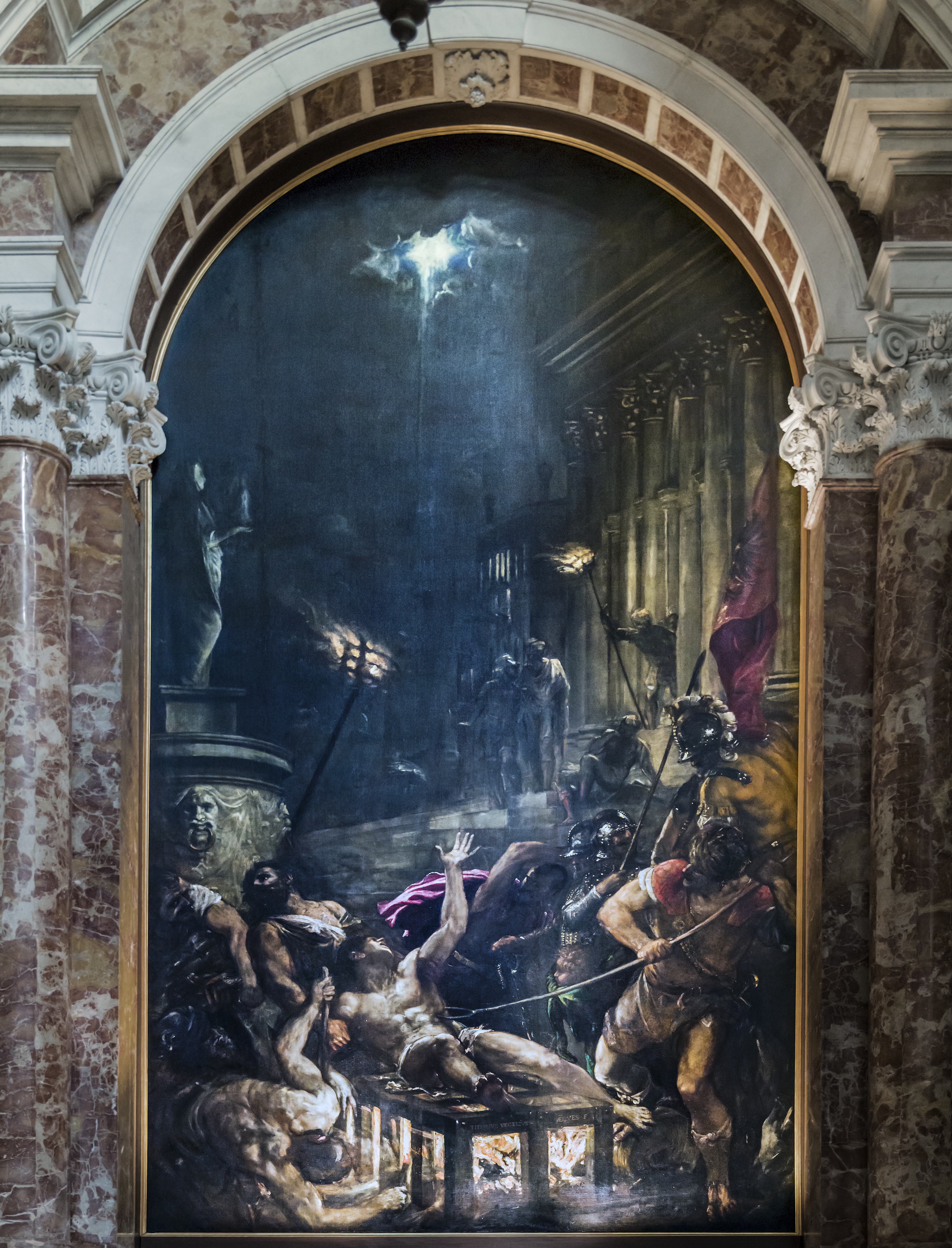
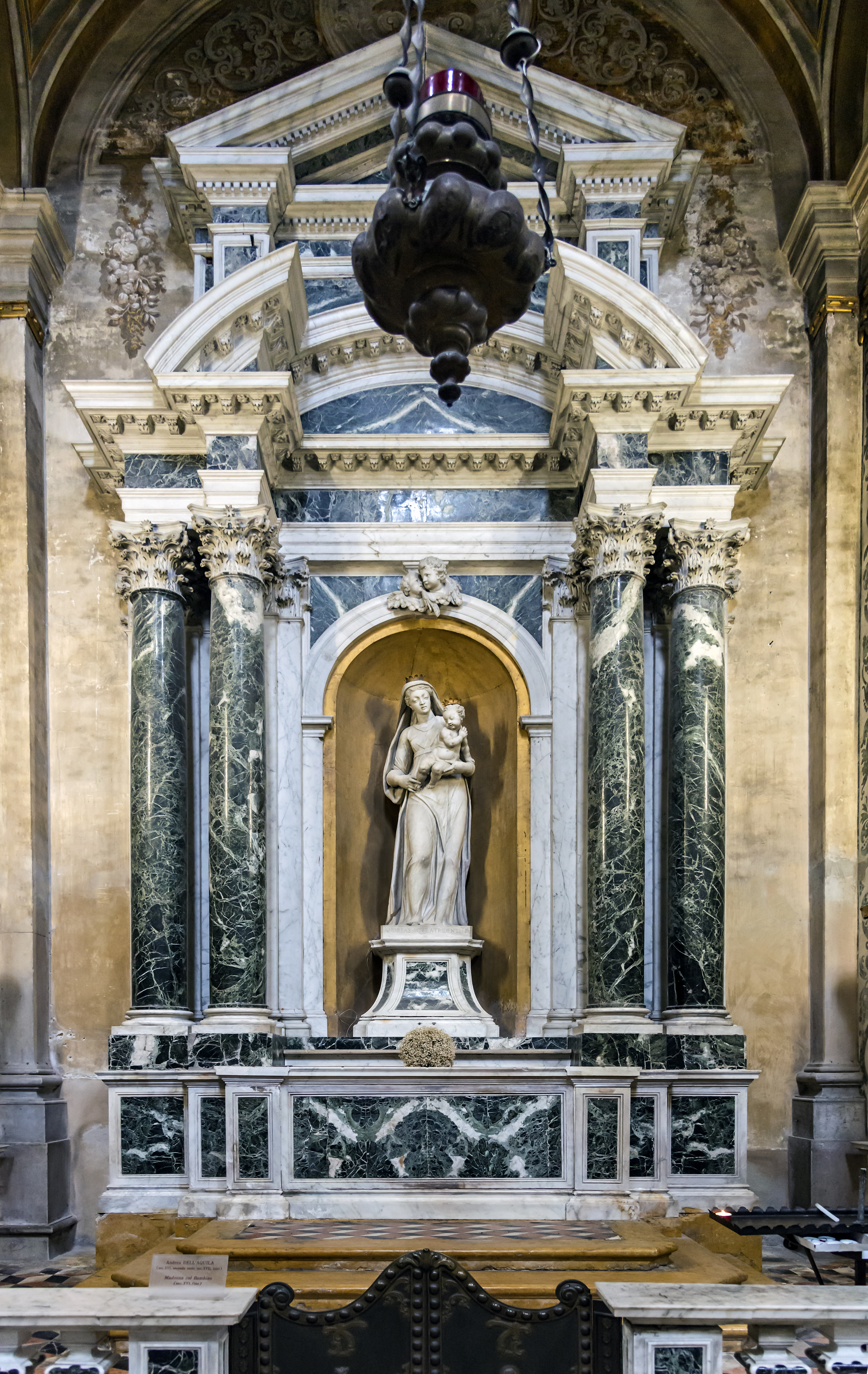
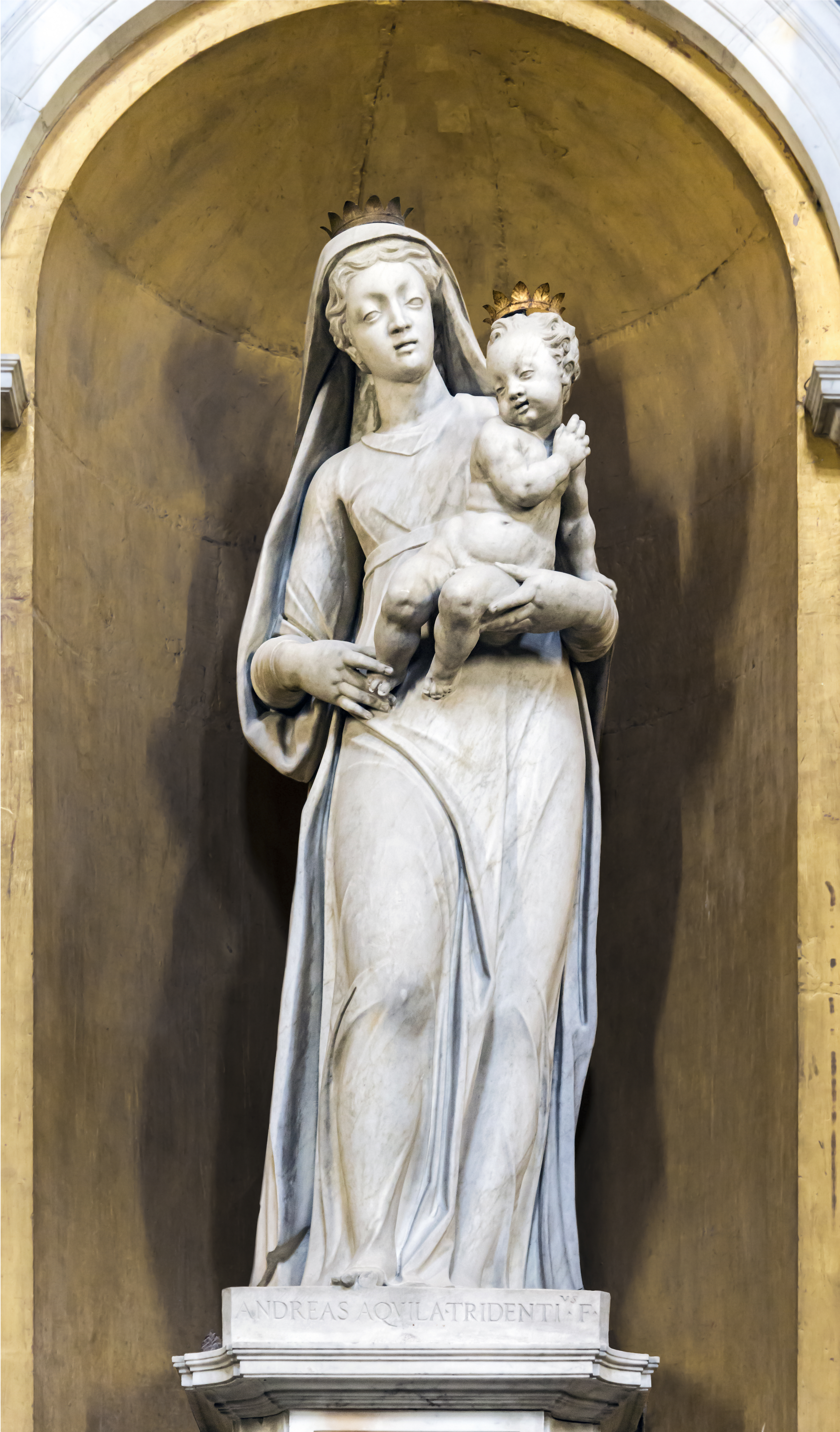
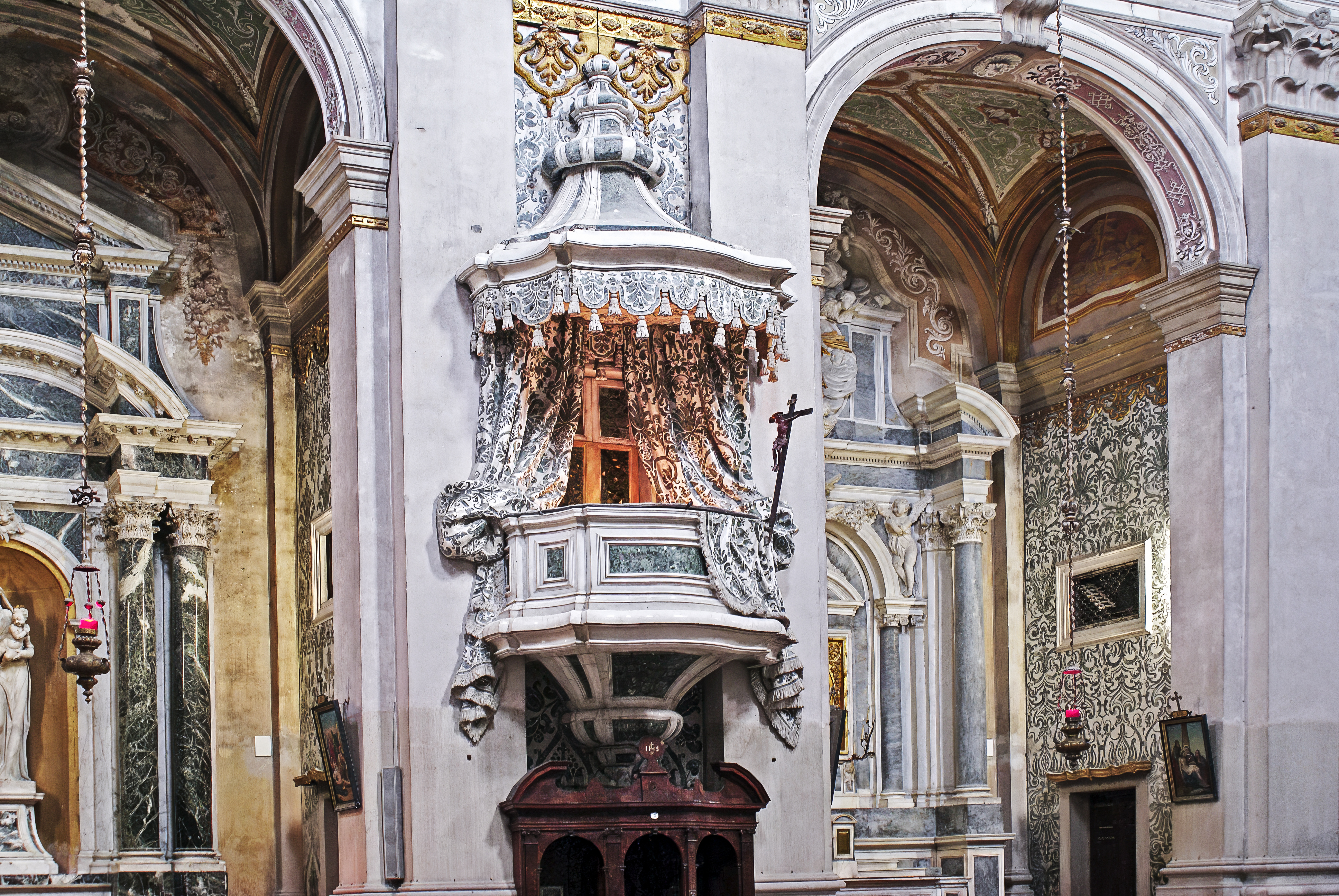
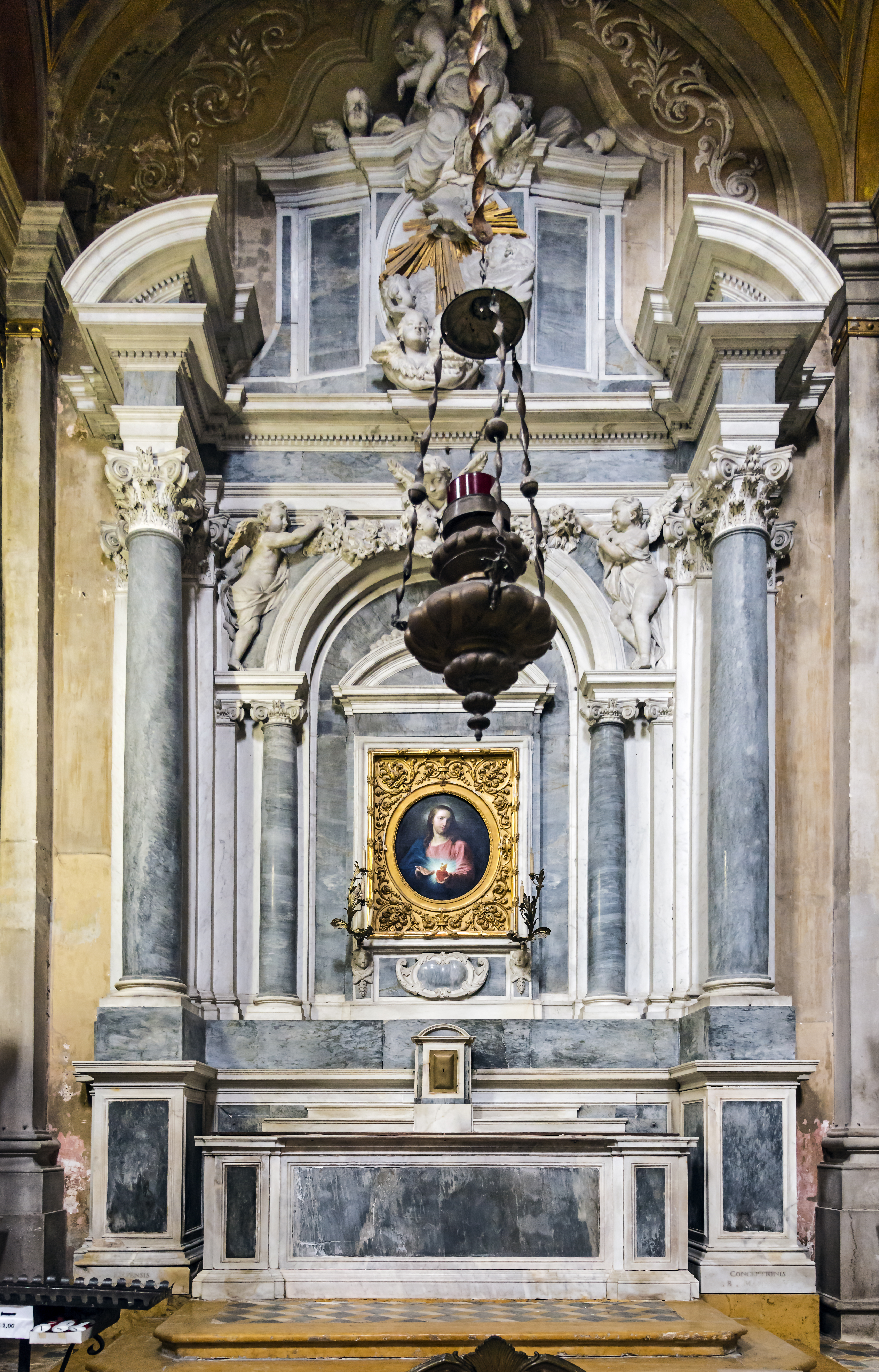
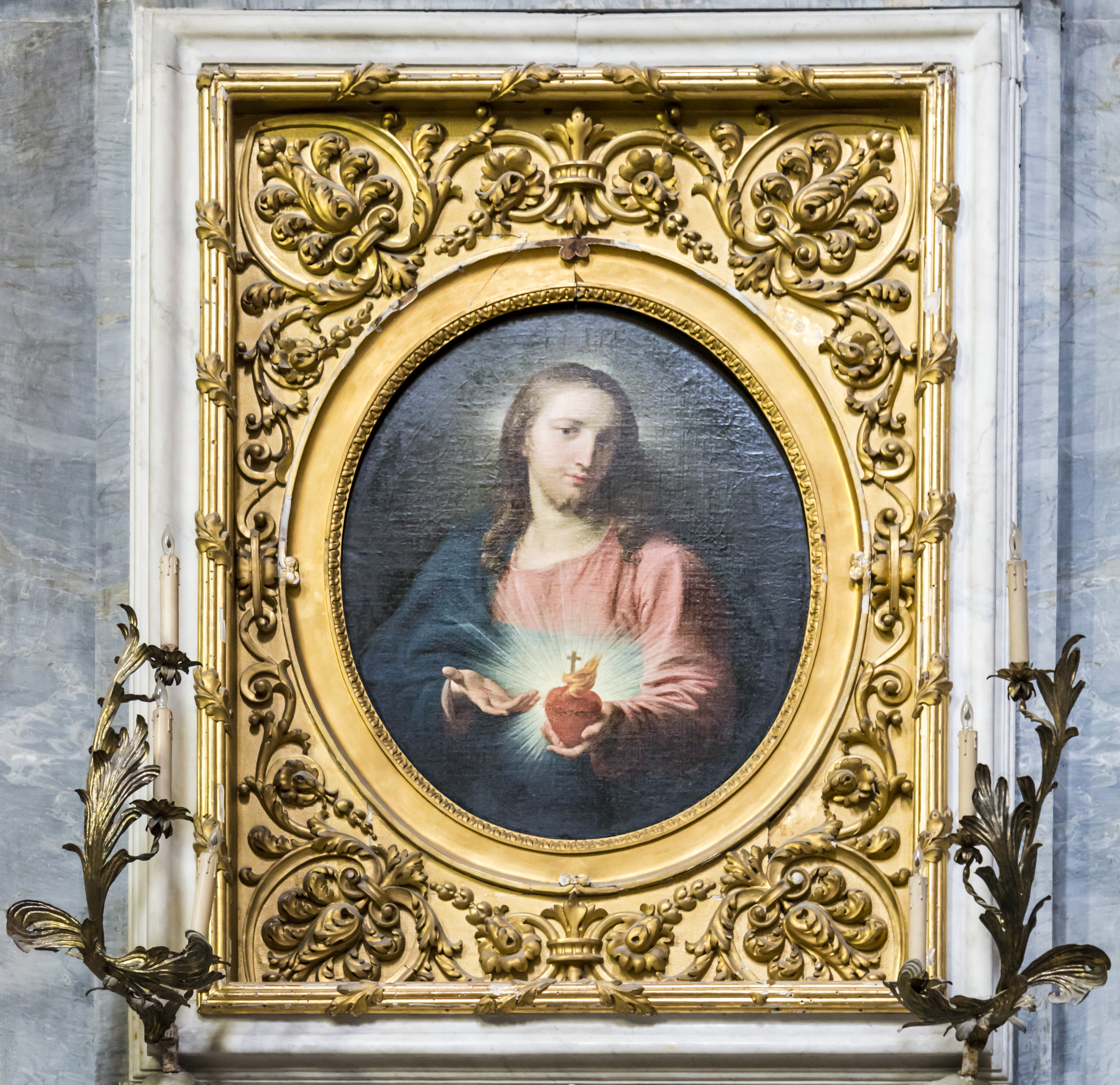

### 祭衣间

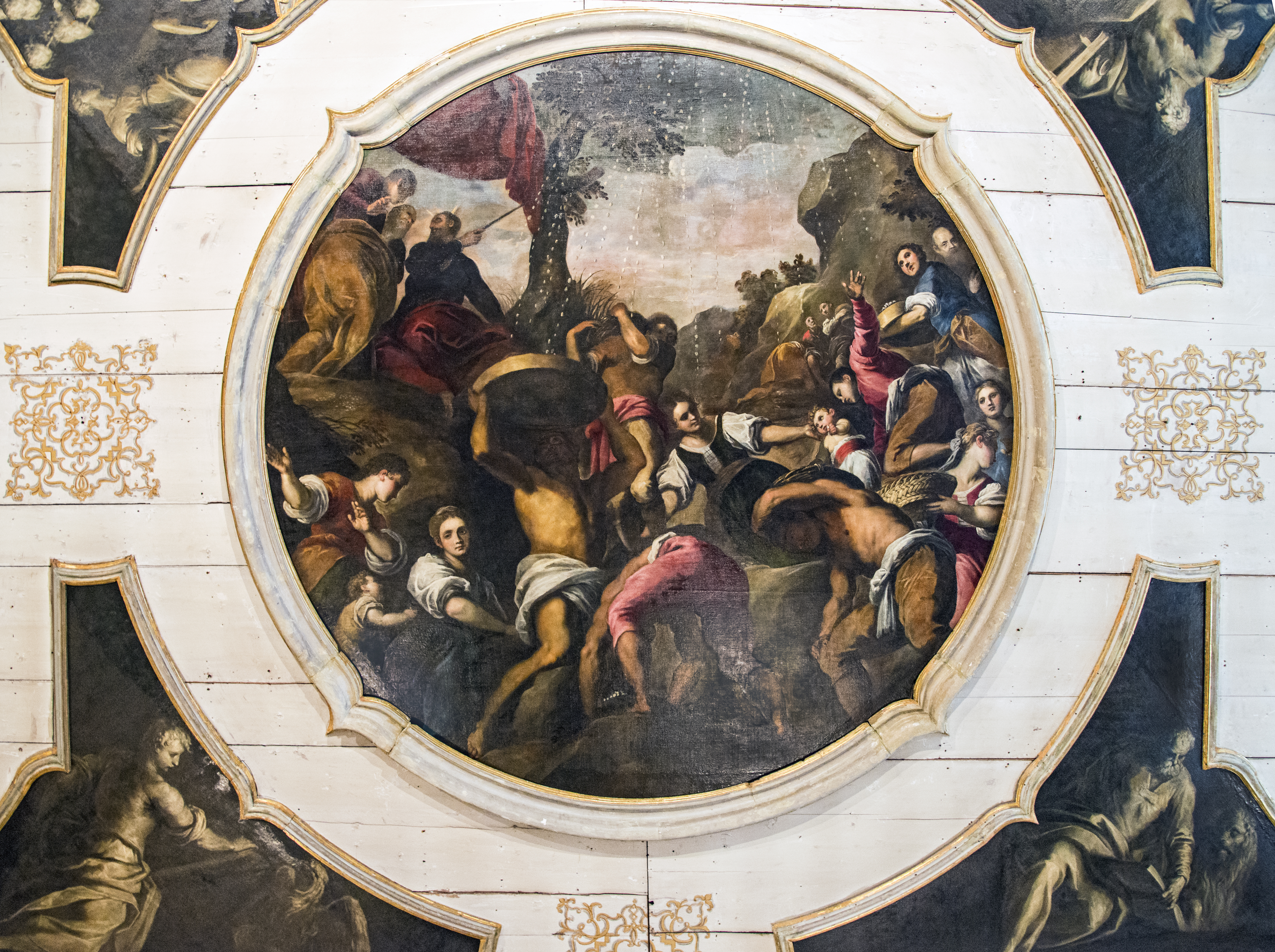
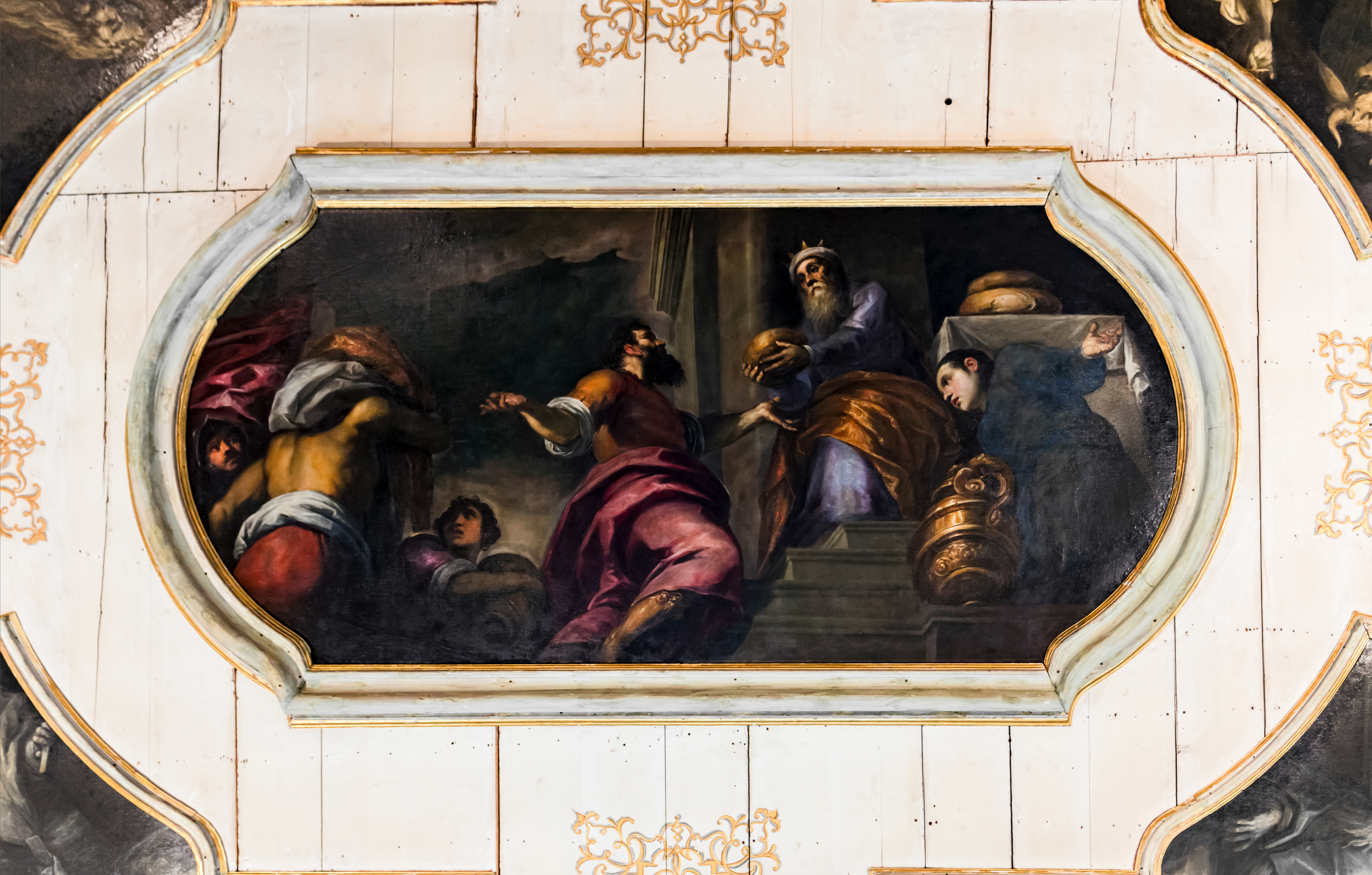
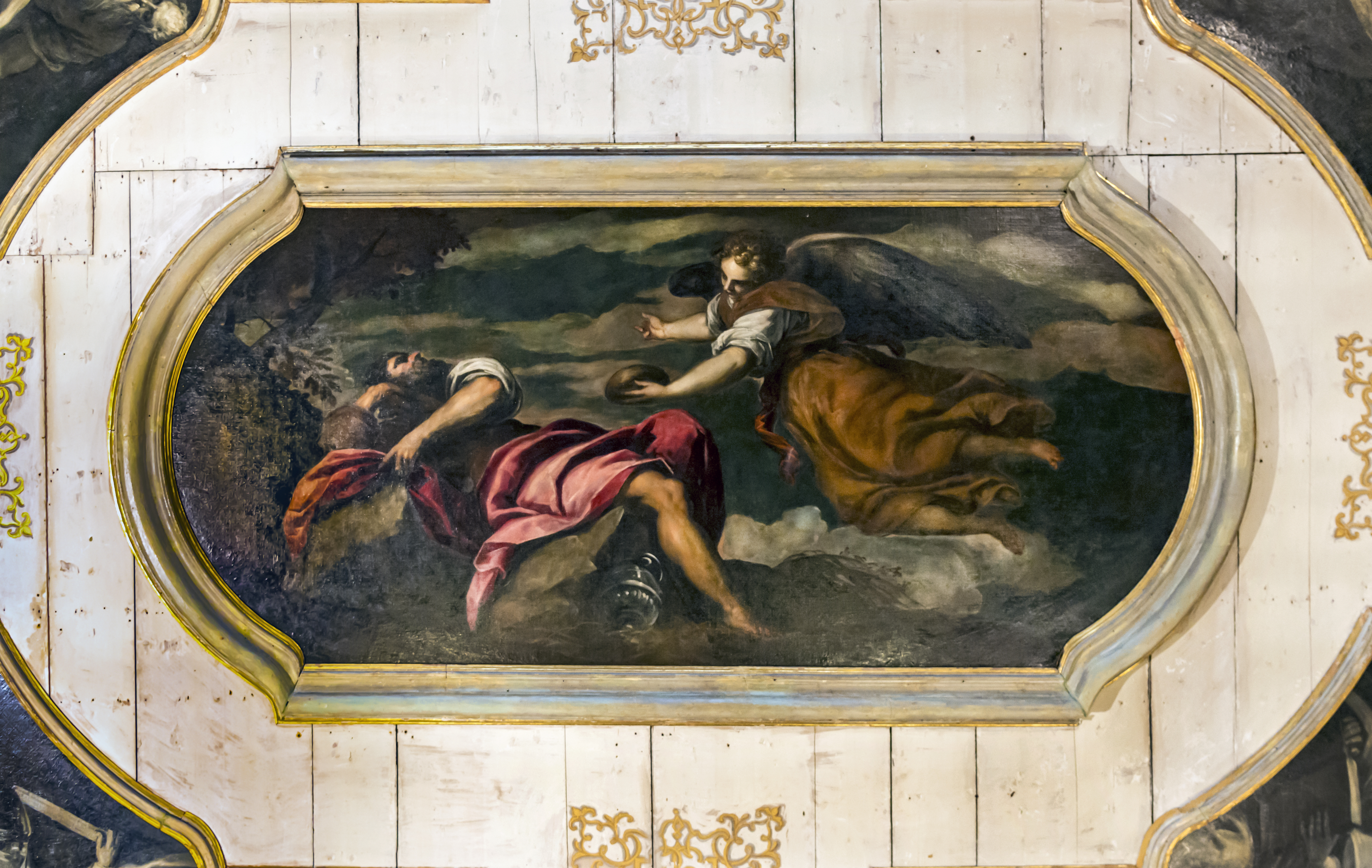
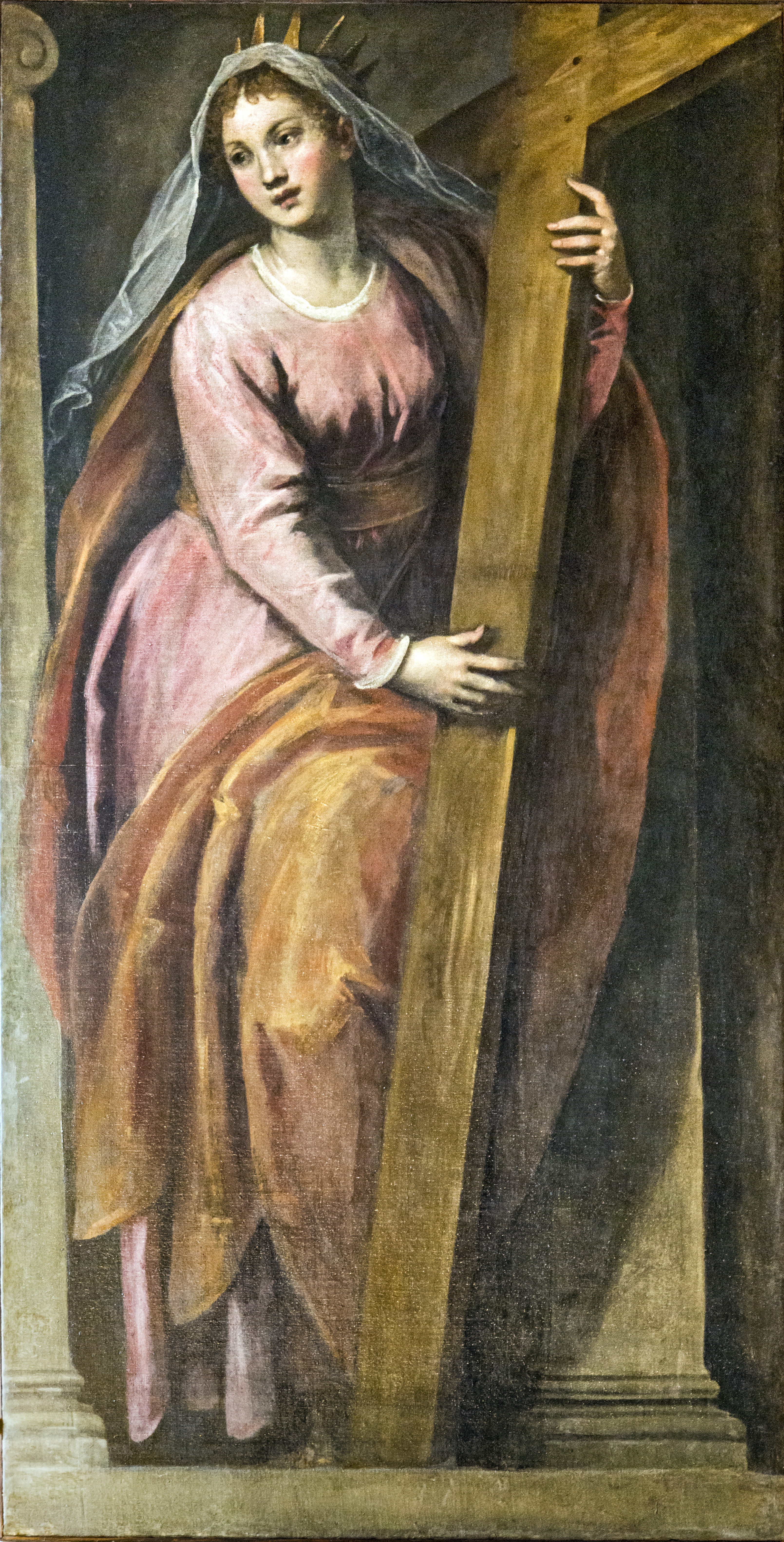
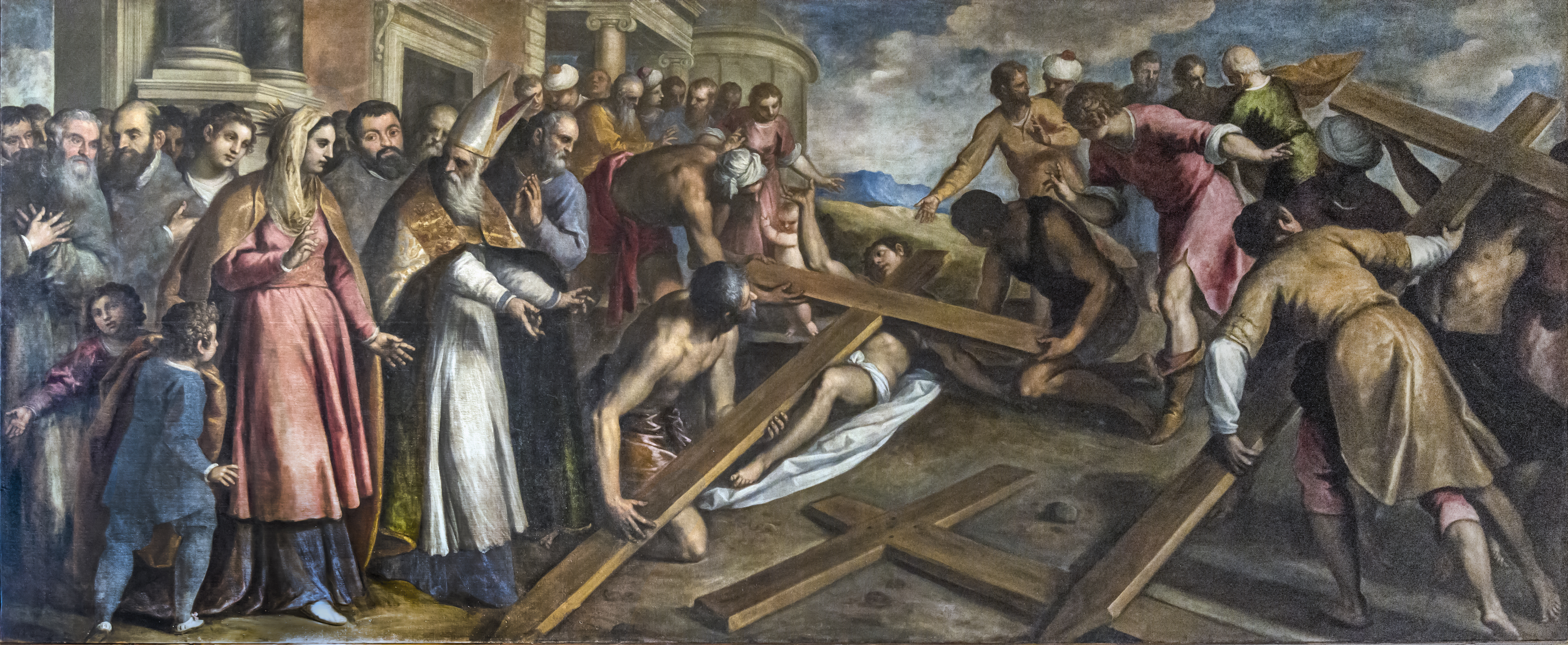
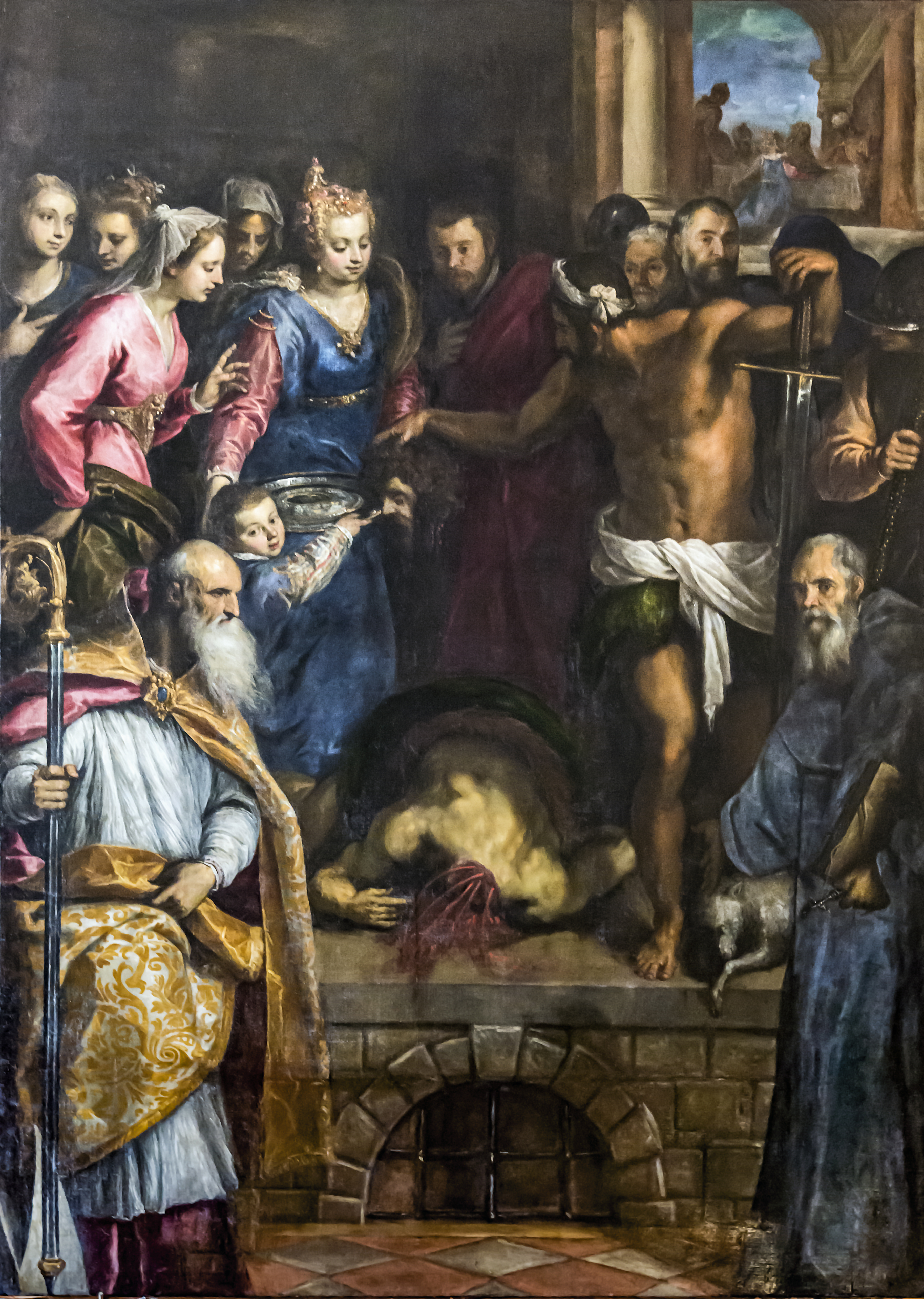
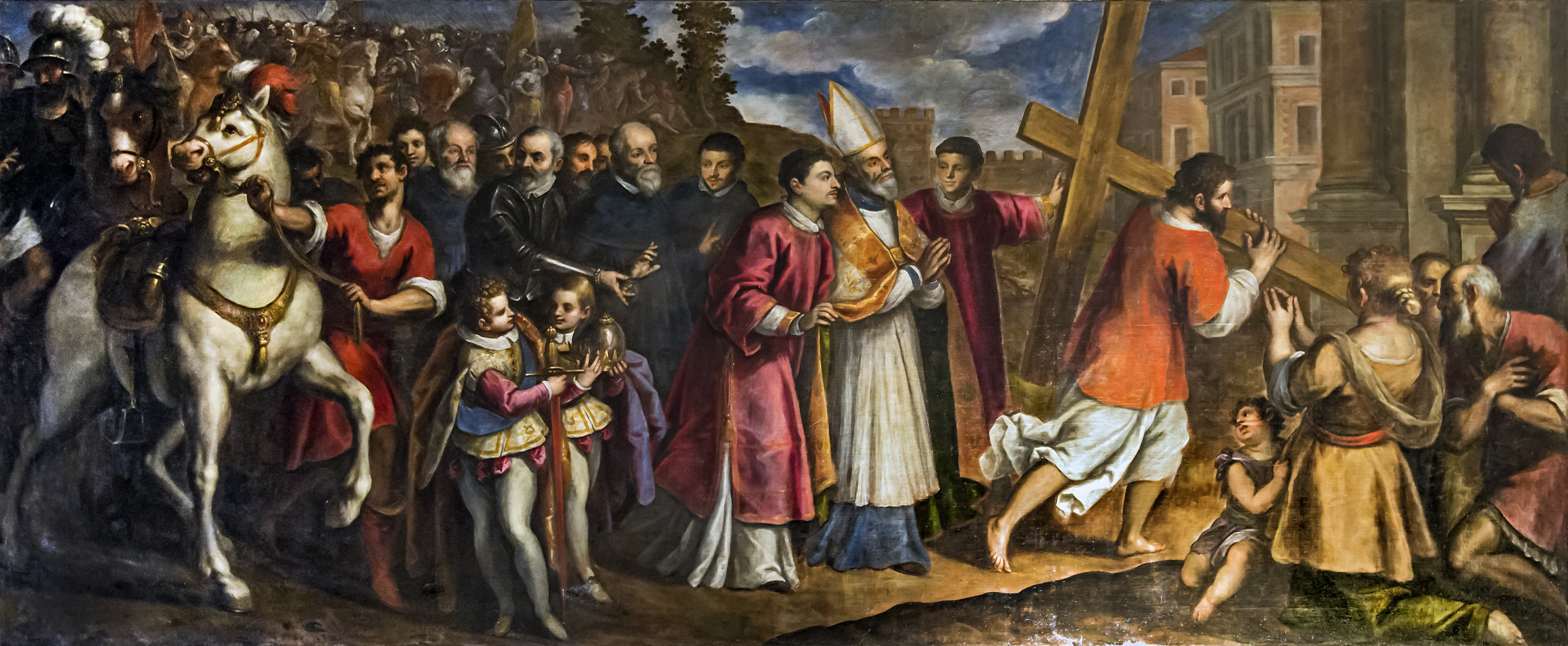

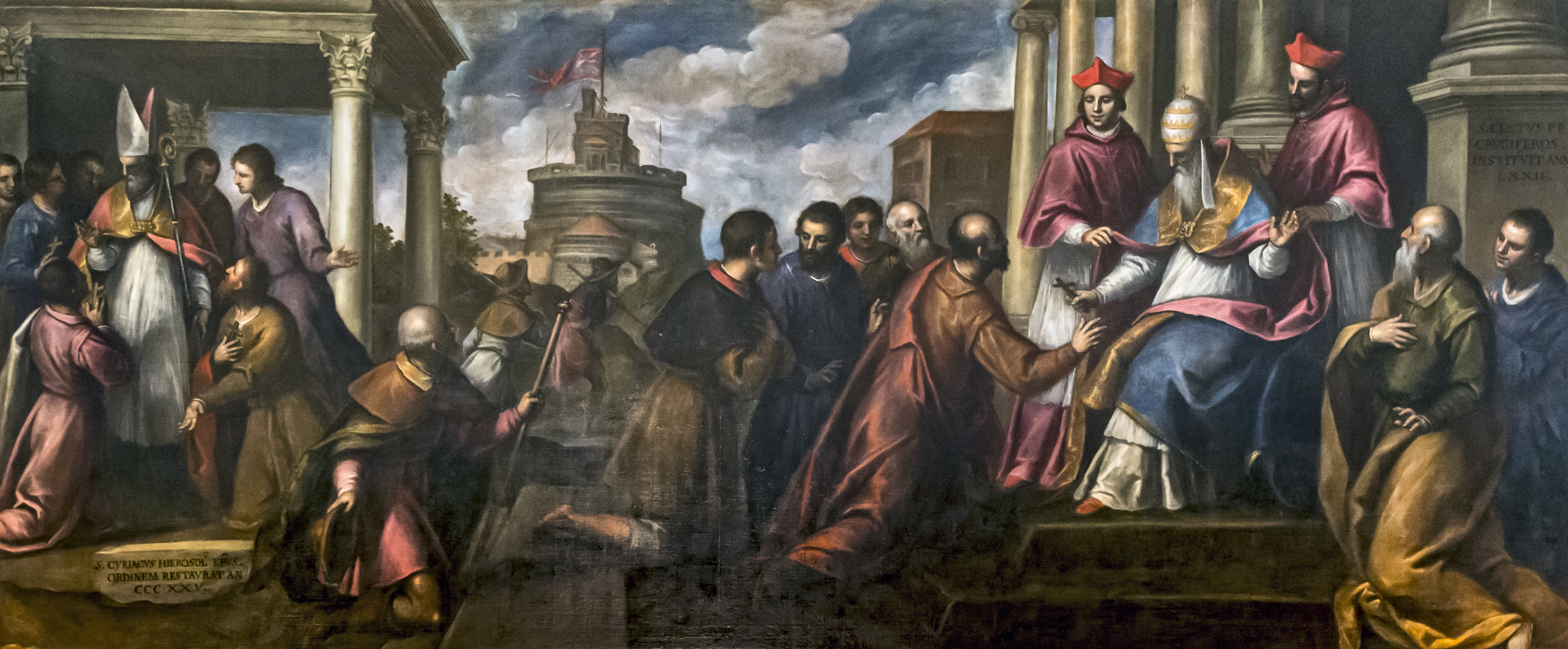
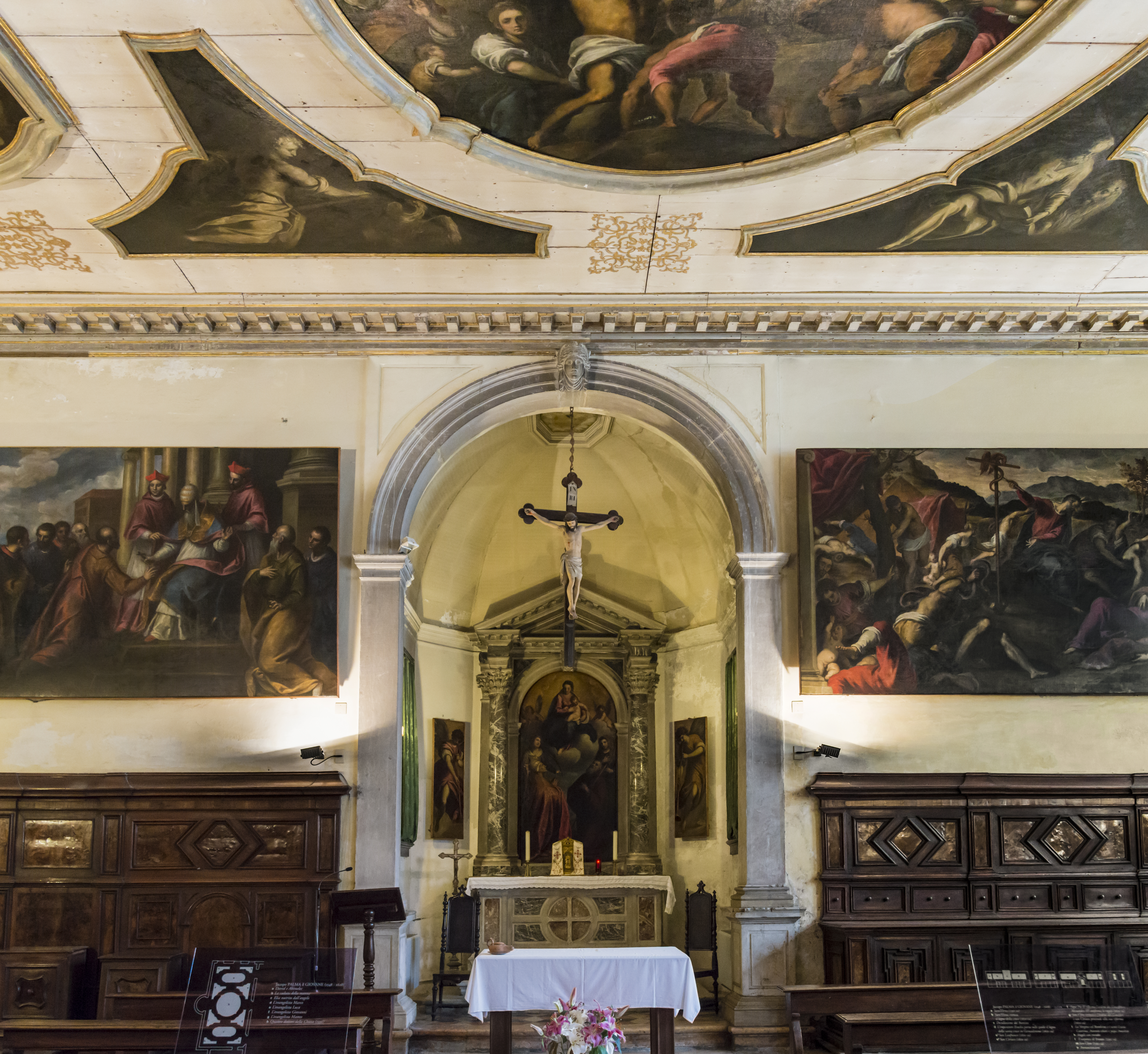
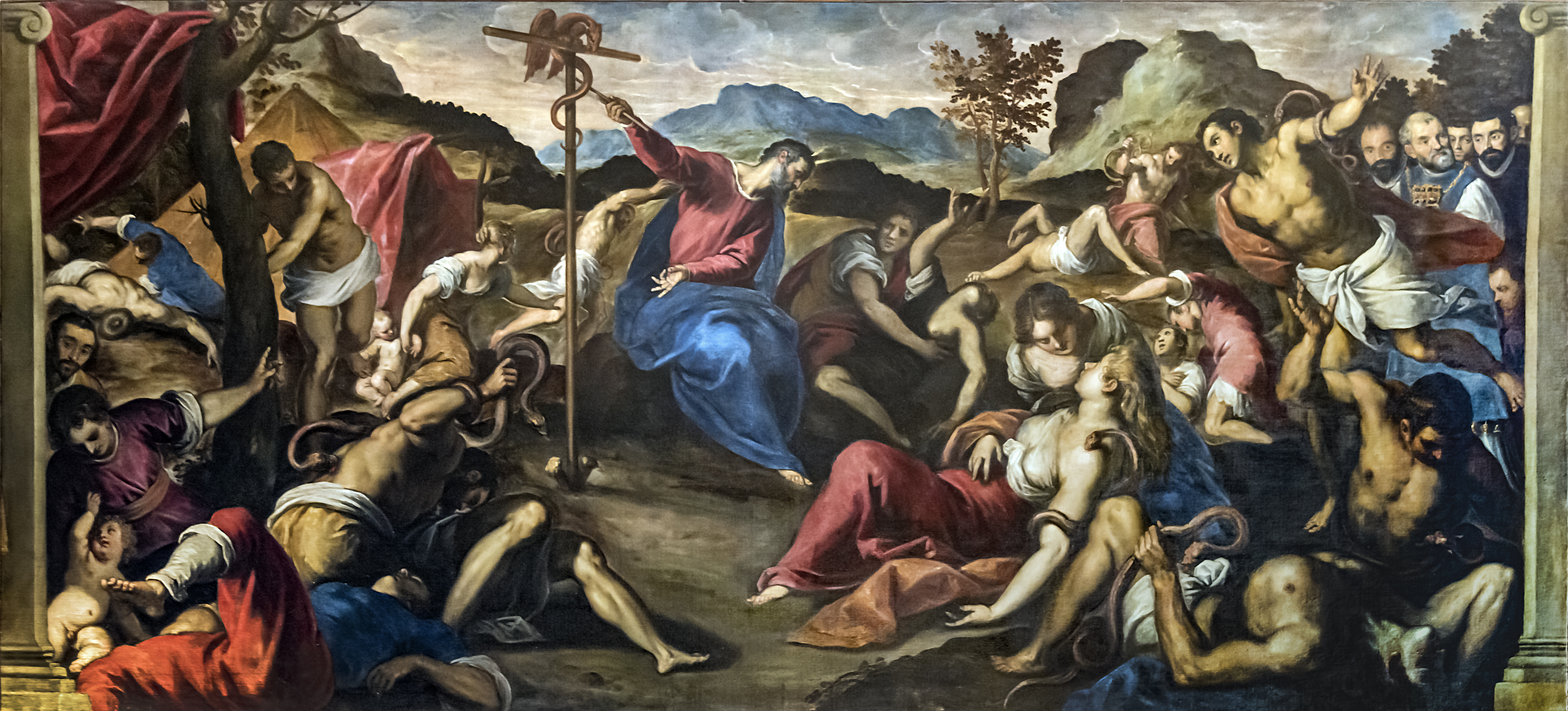
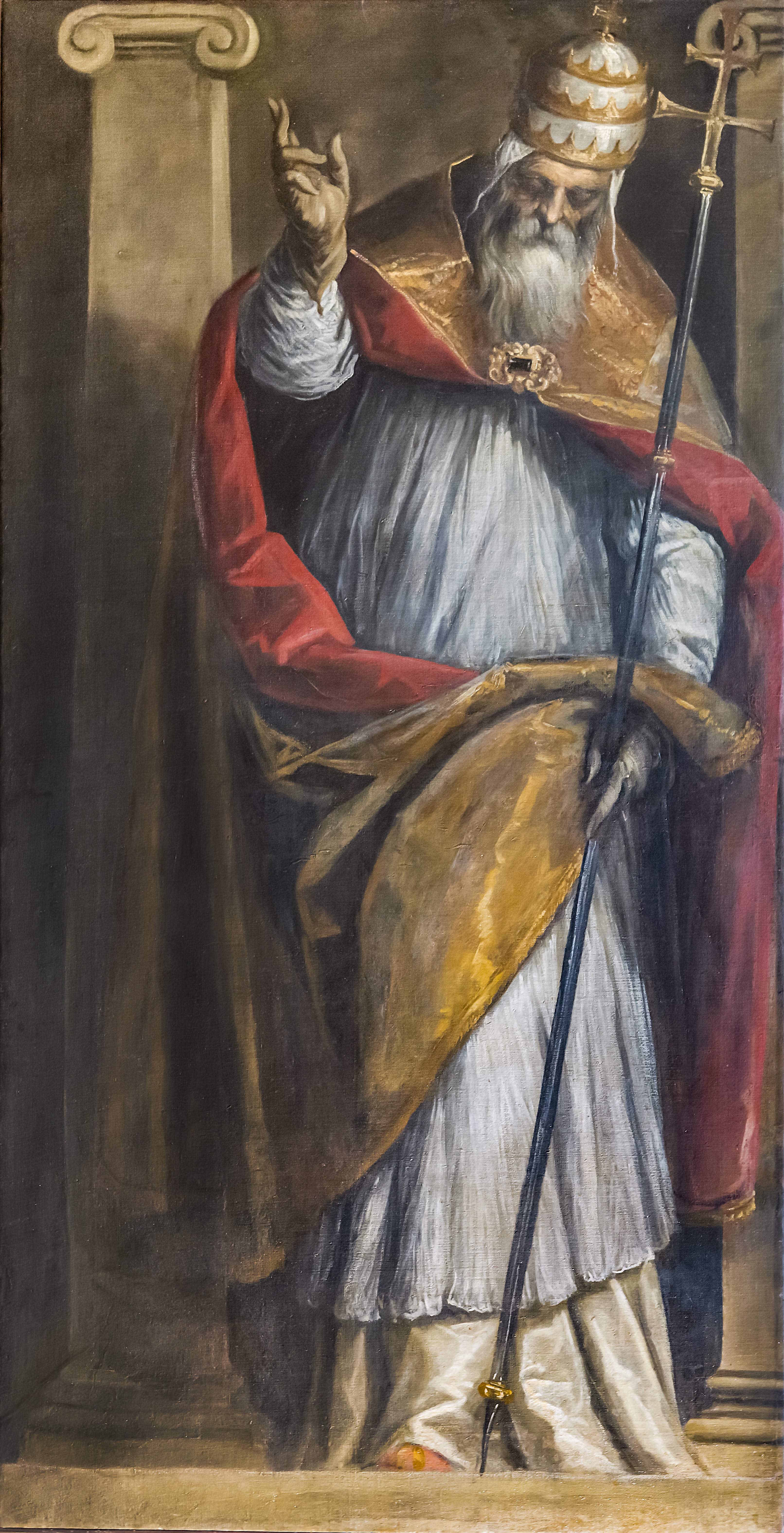
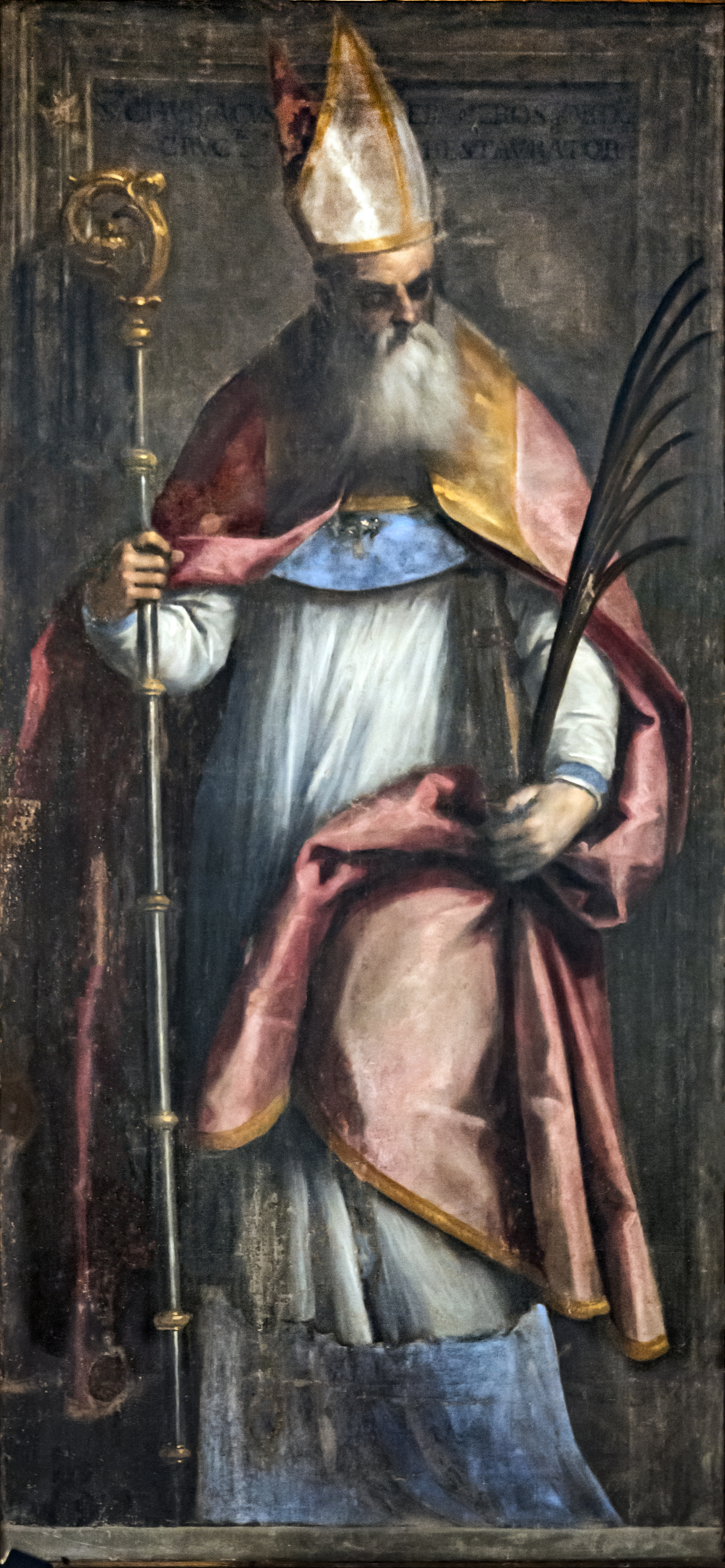
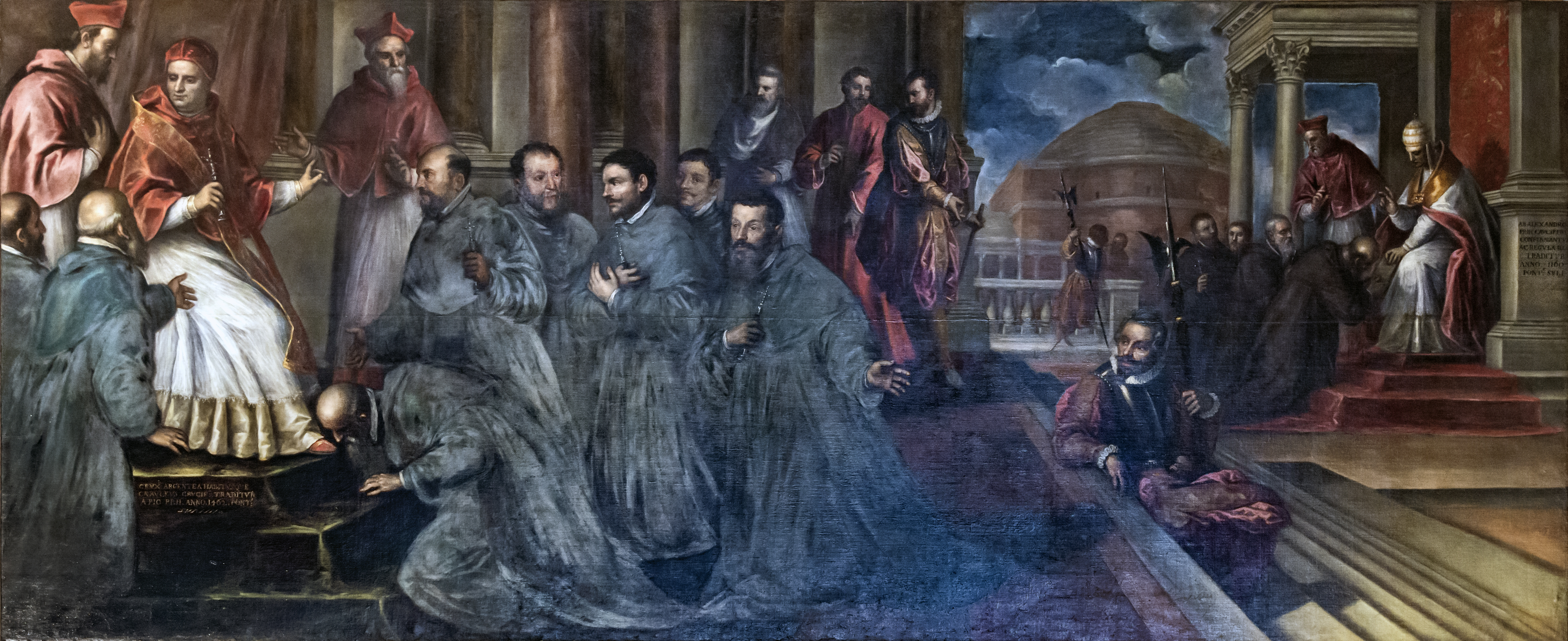
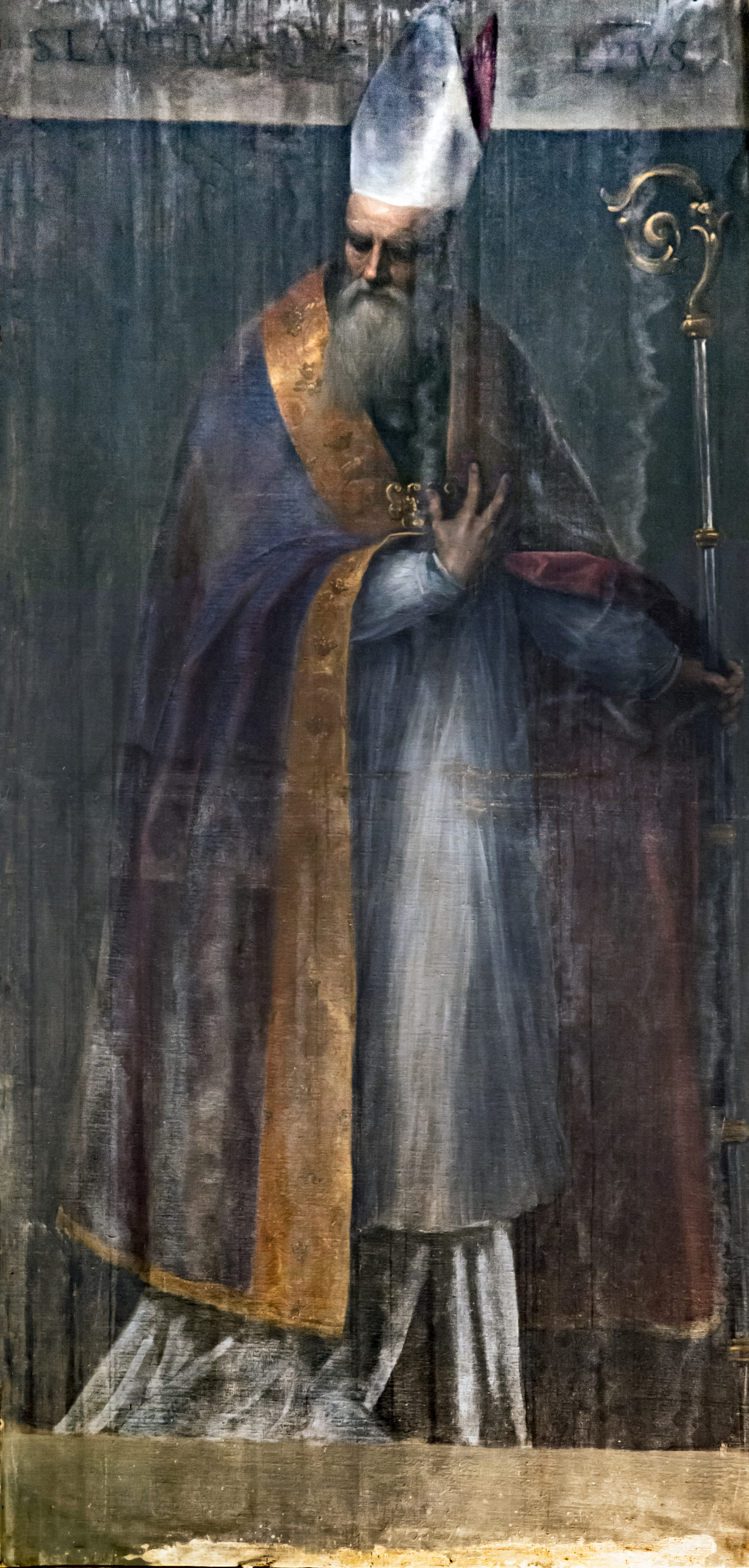

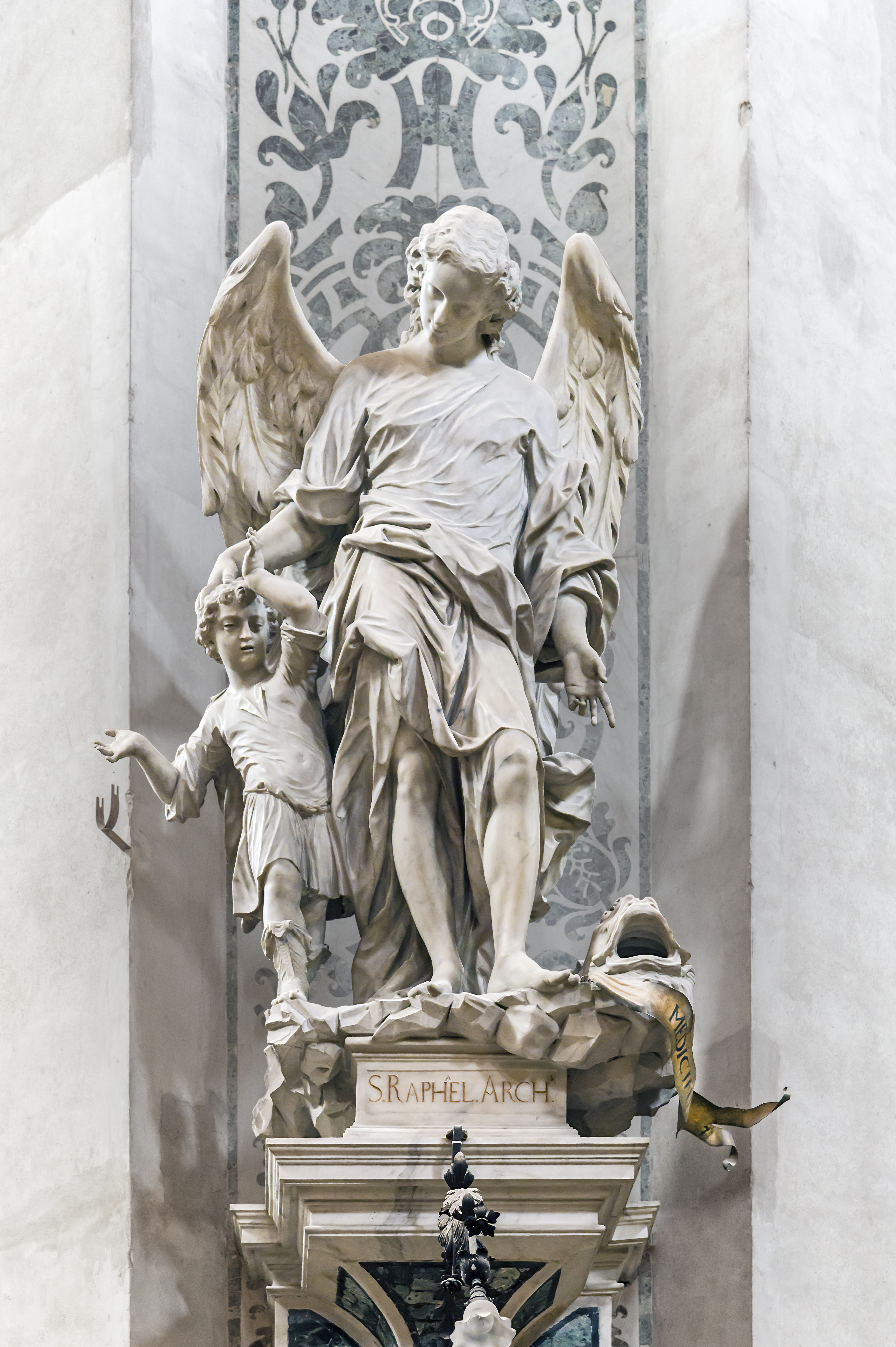
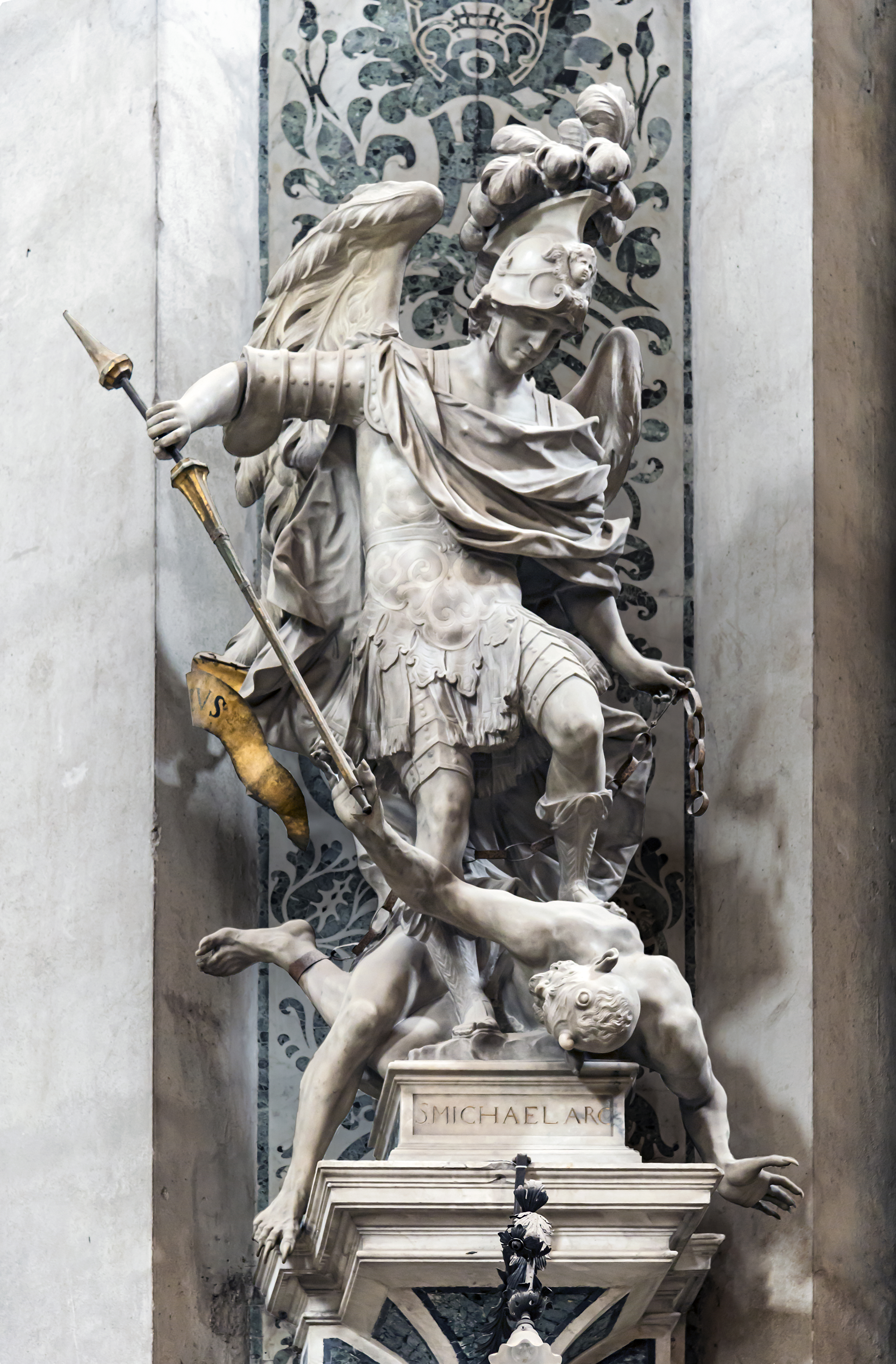
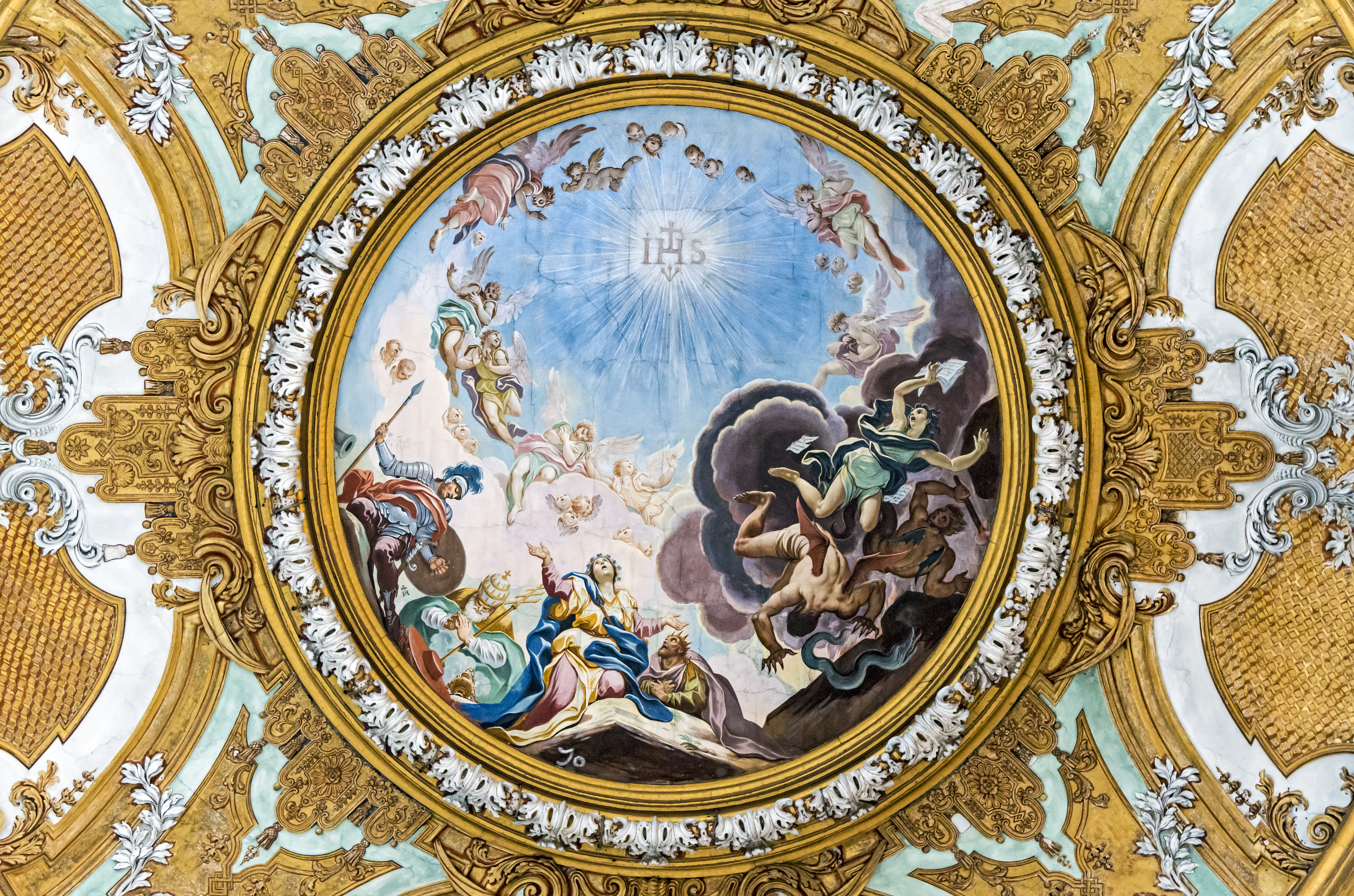
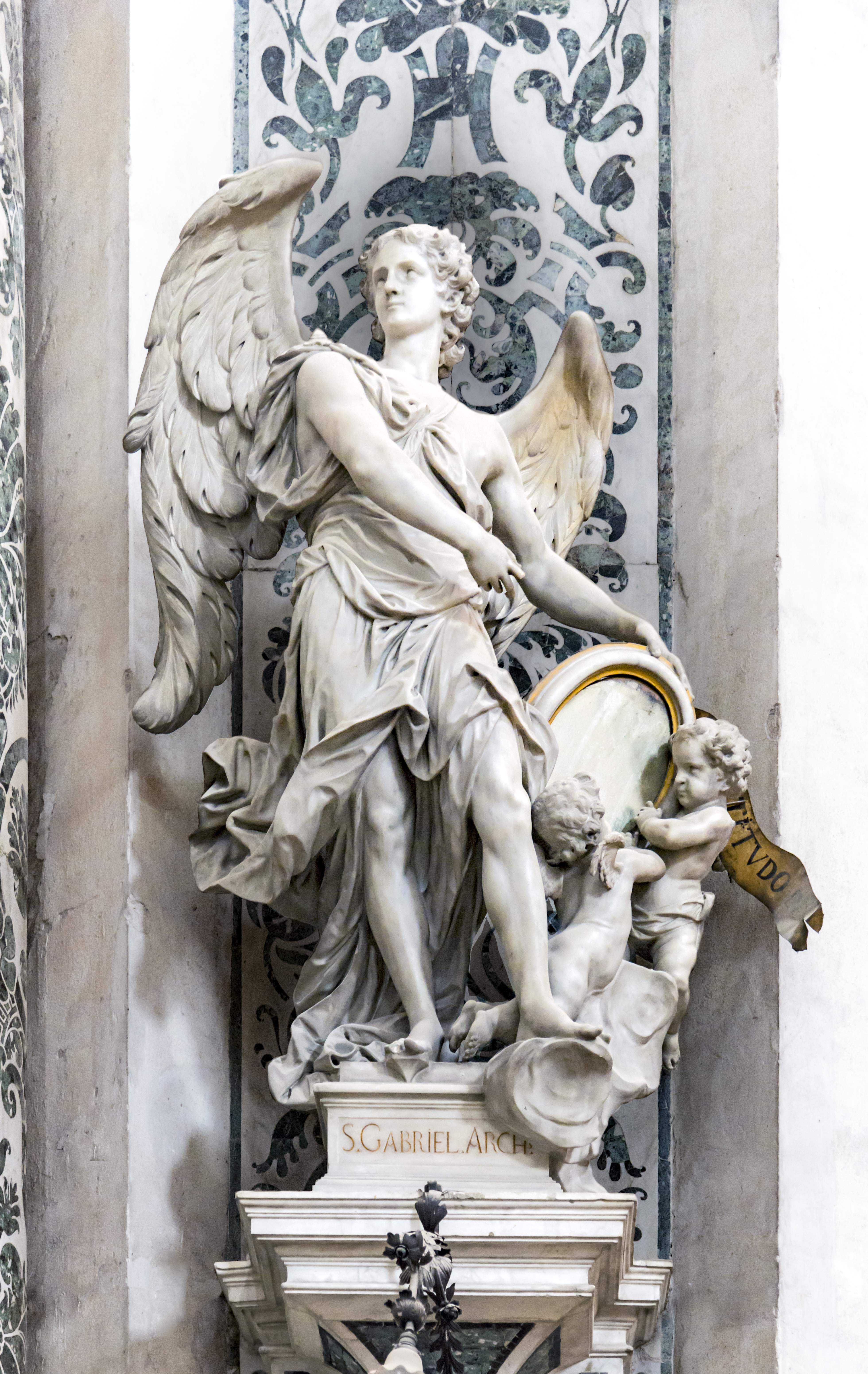
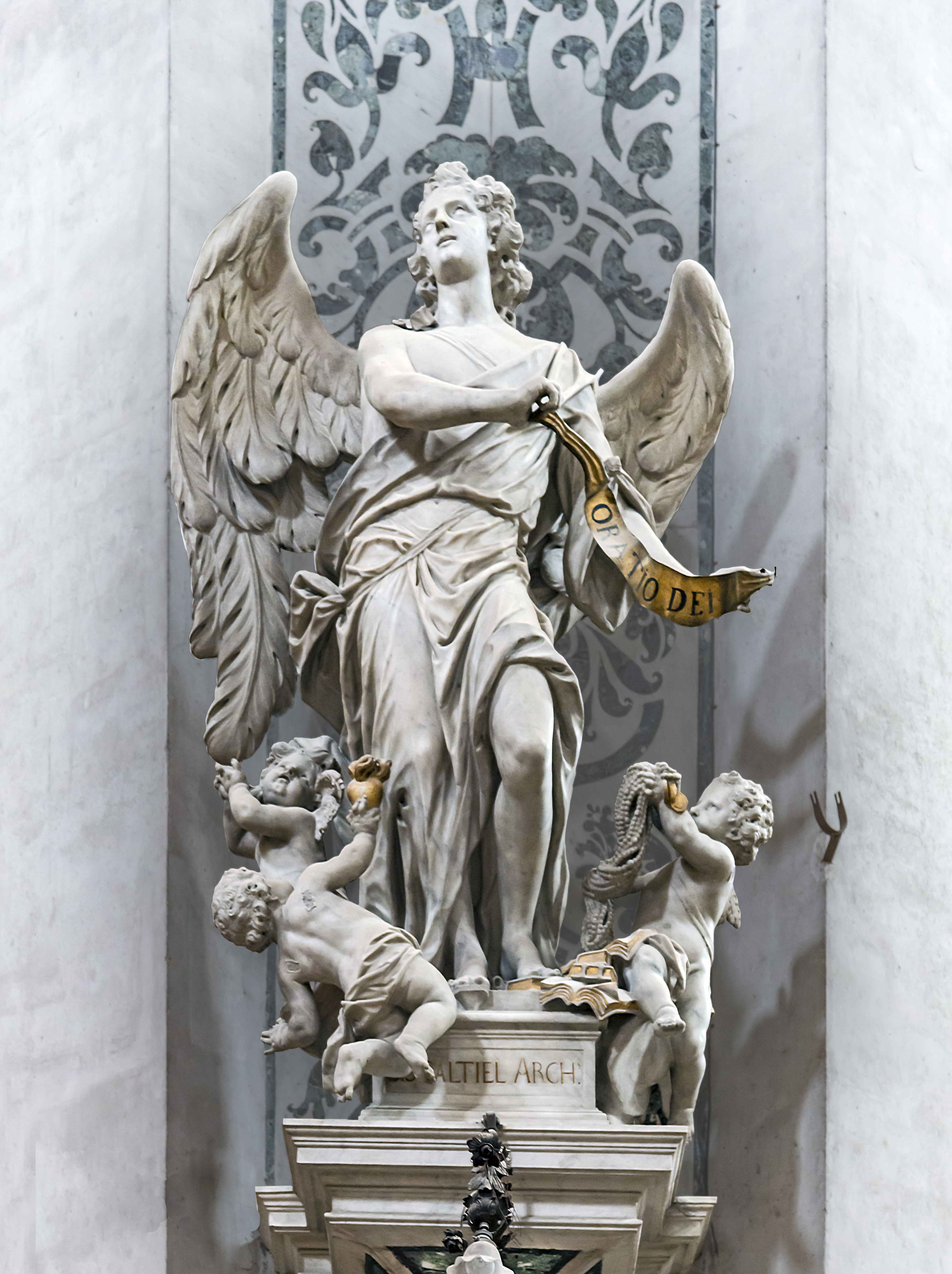

### 右耳堂

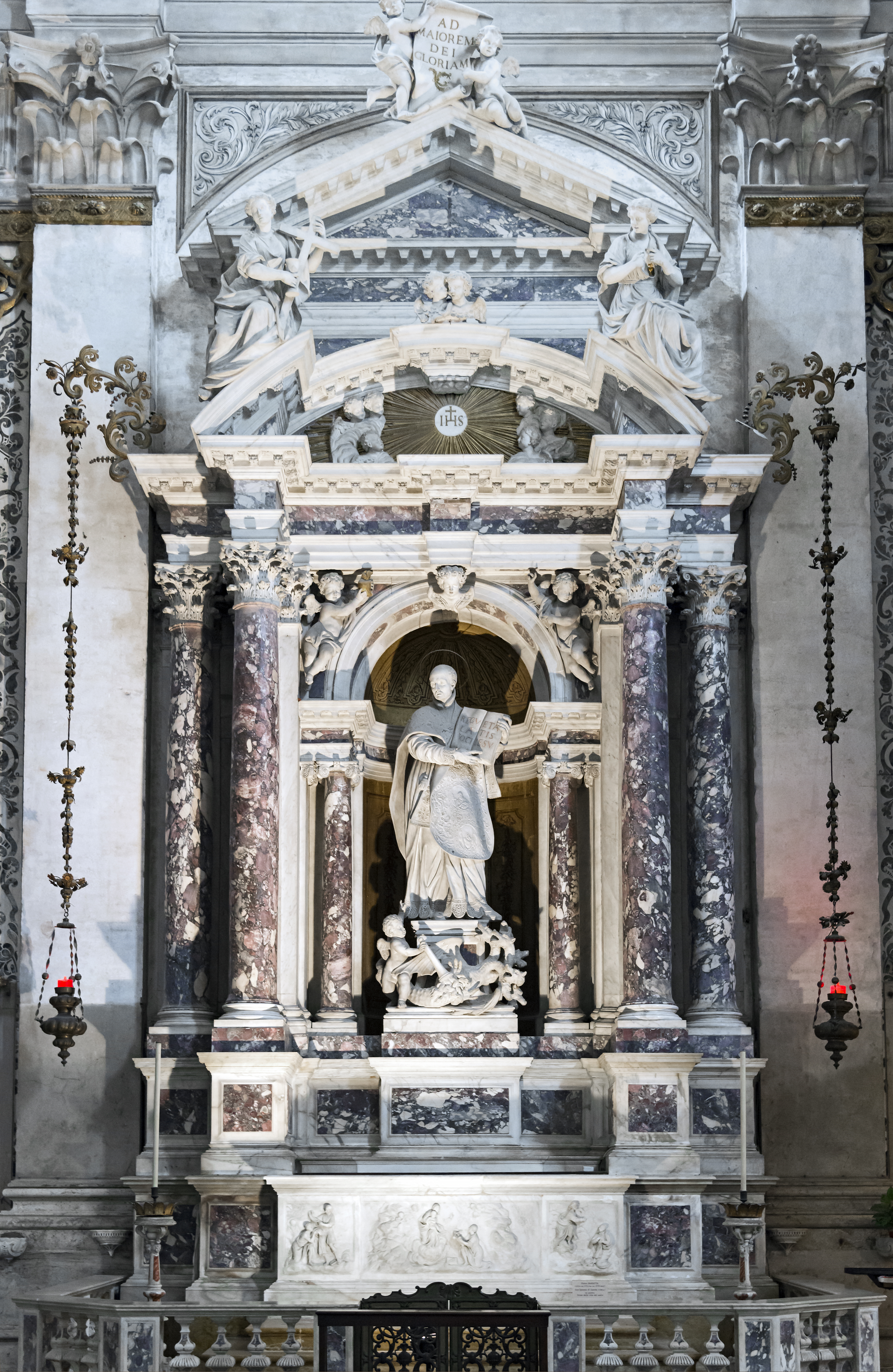
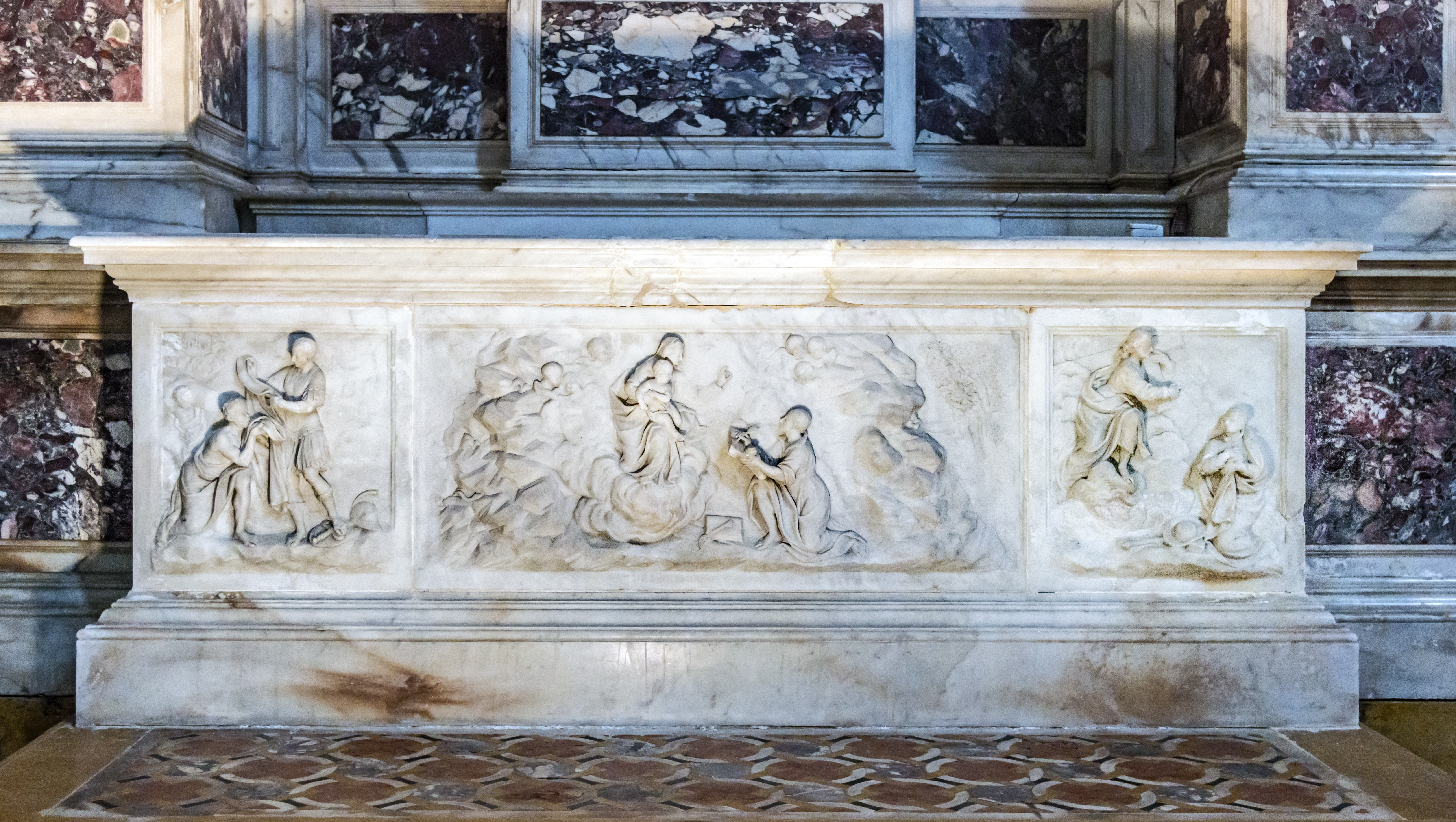
Altar of St.Ignatius
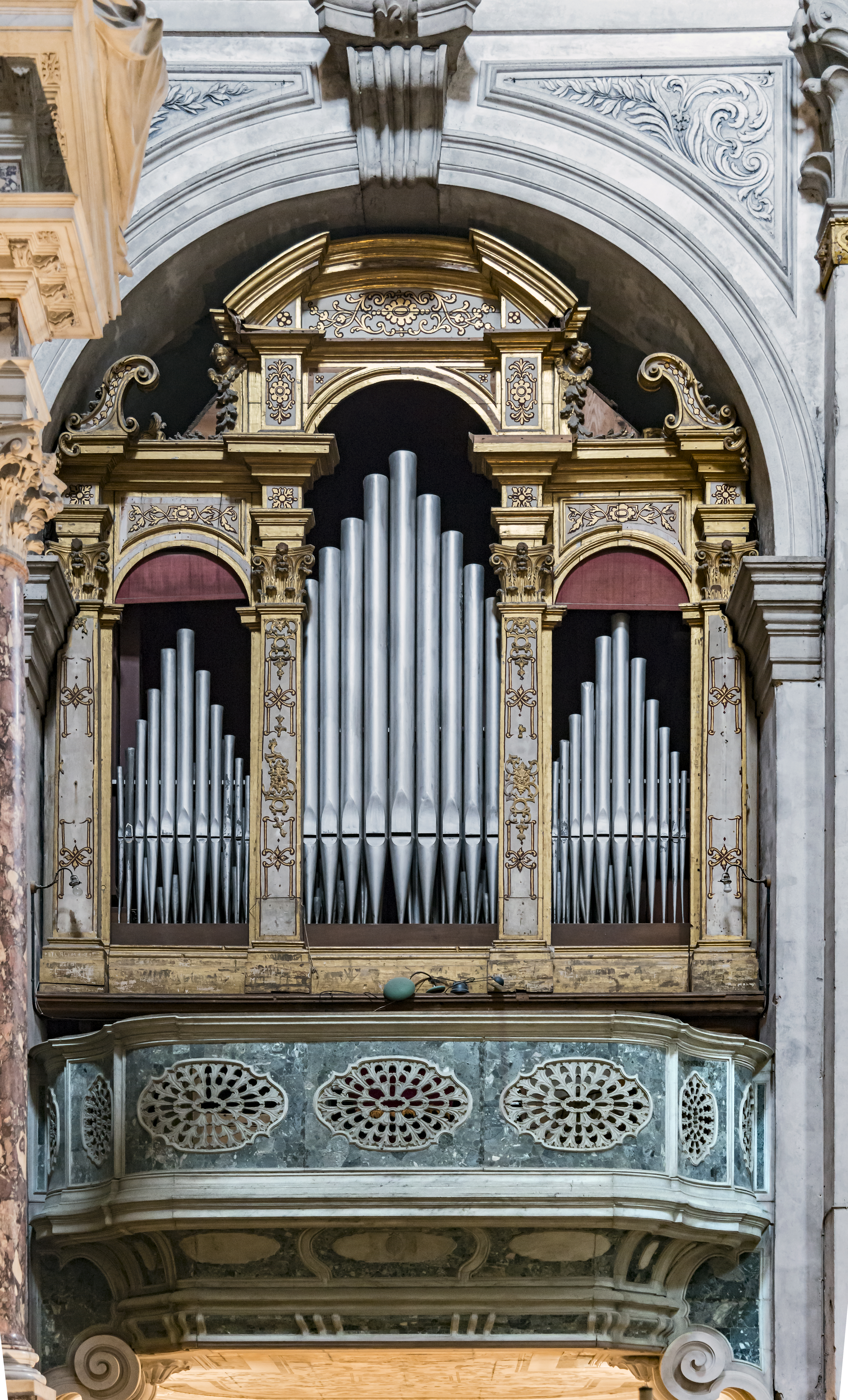
The Organ

### 唱经楼

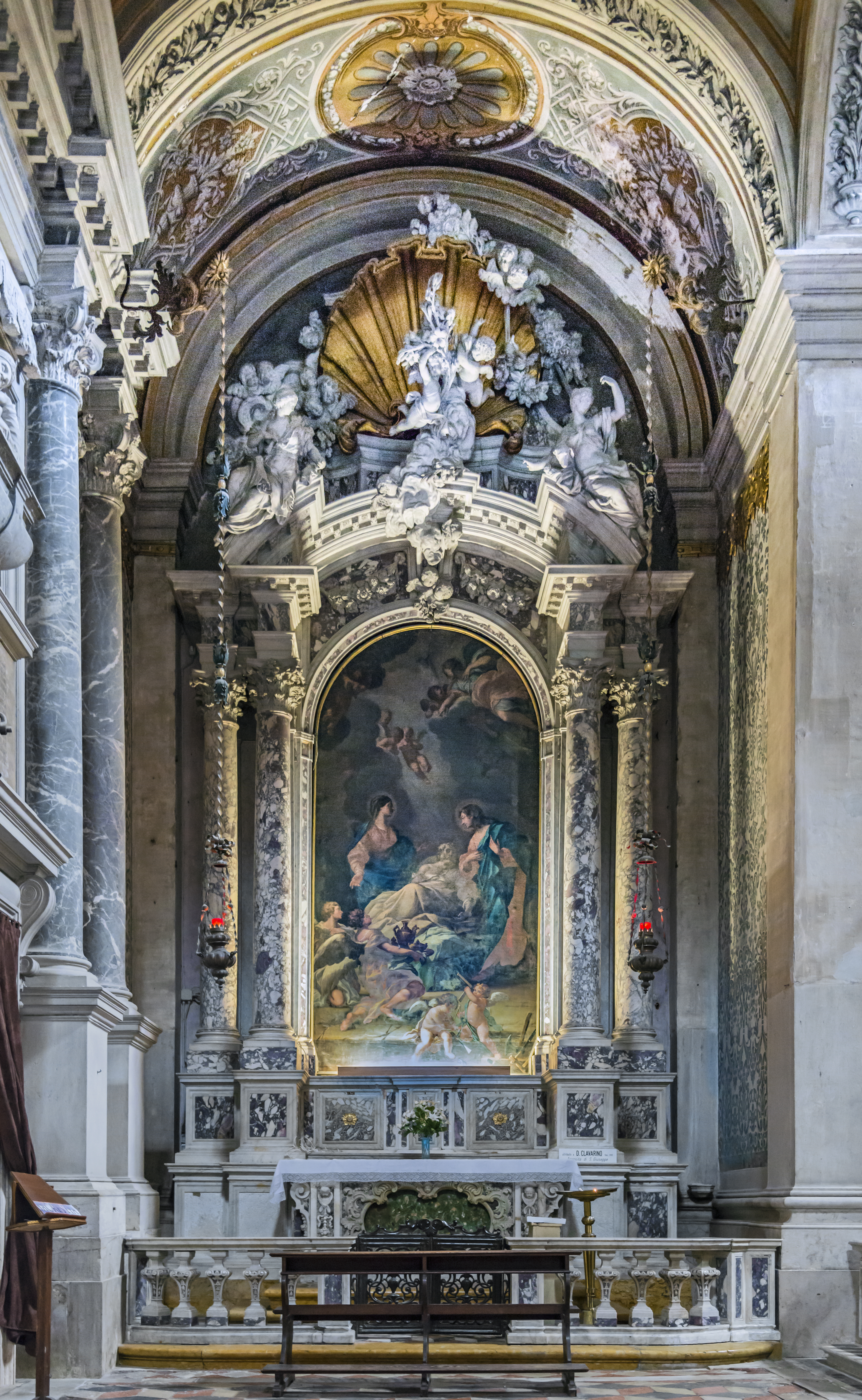
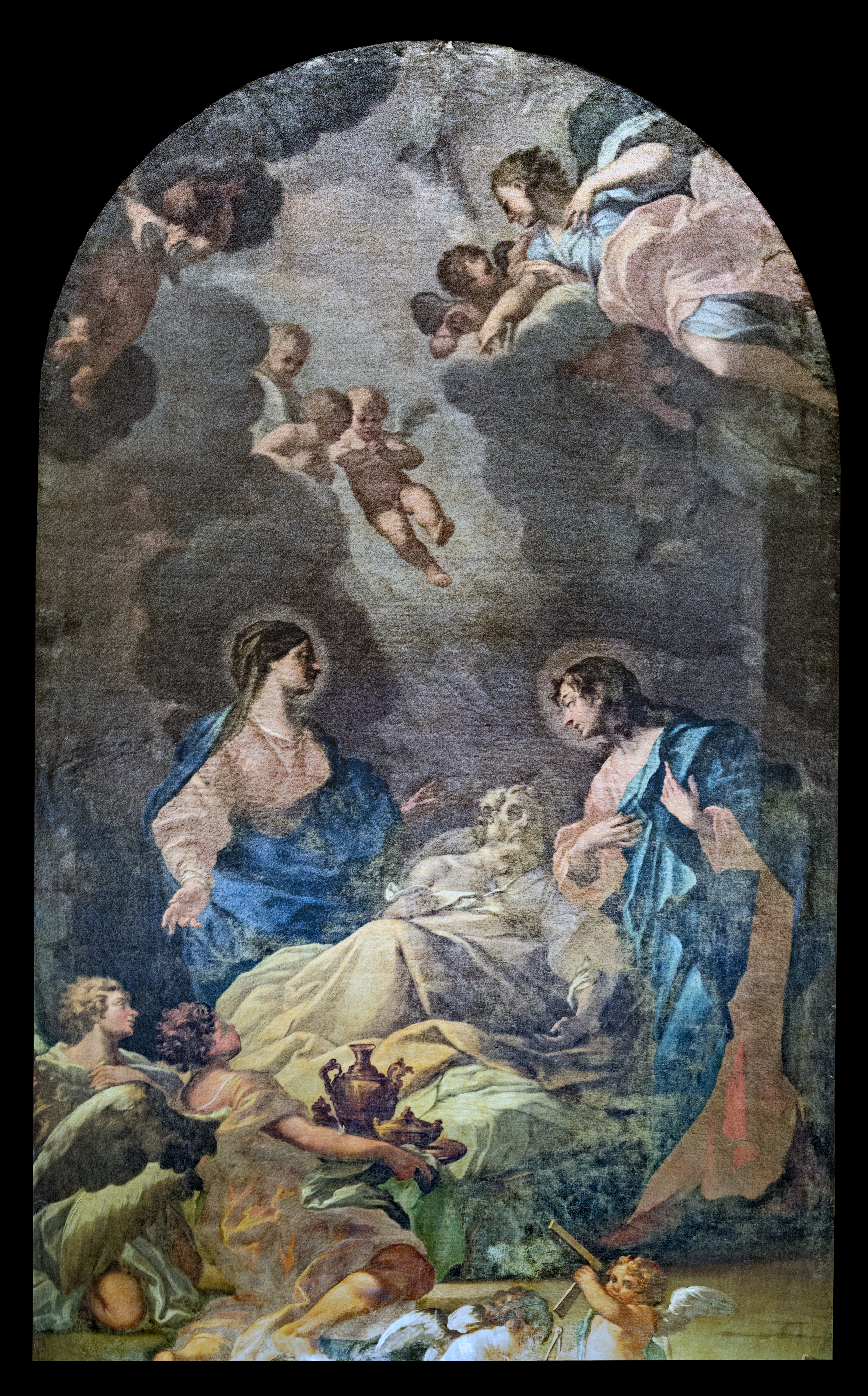
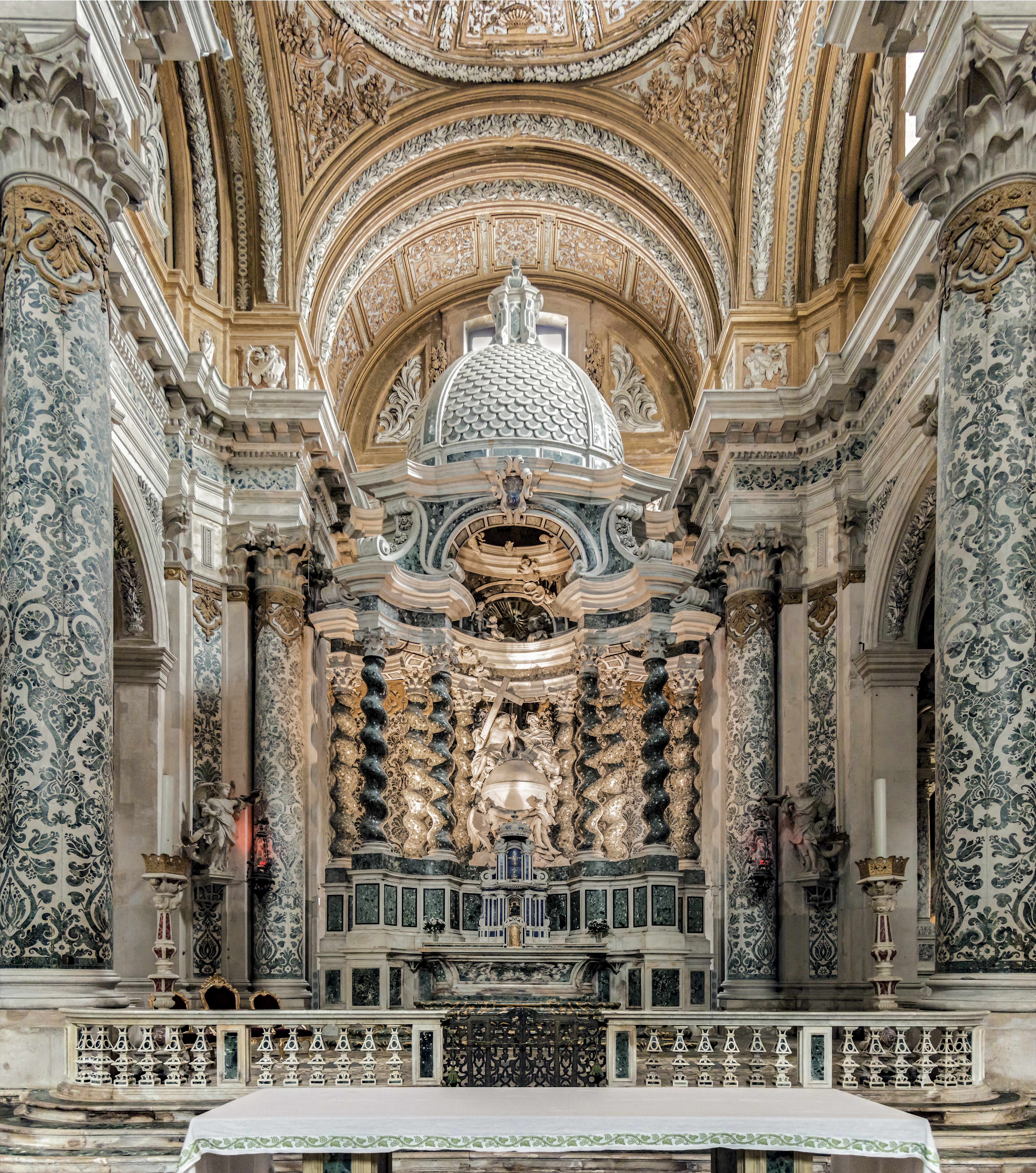
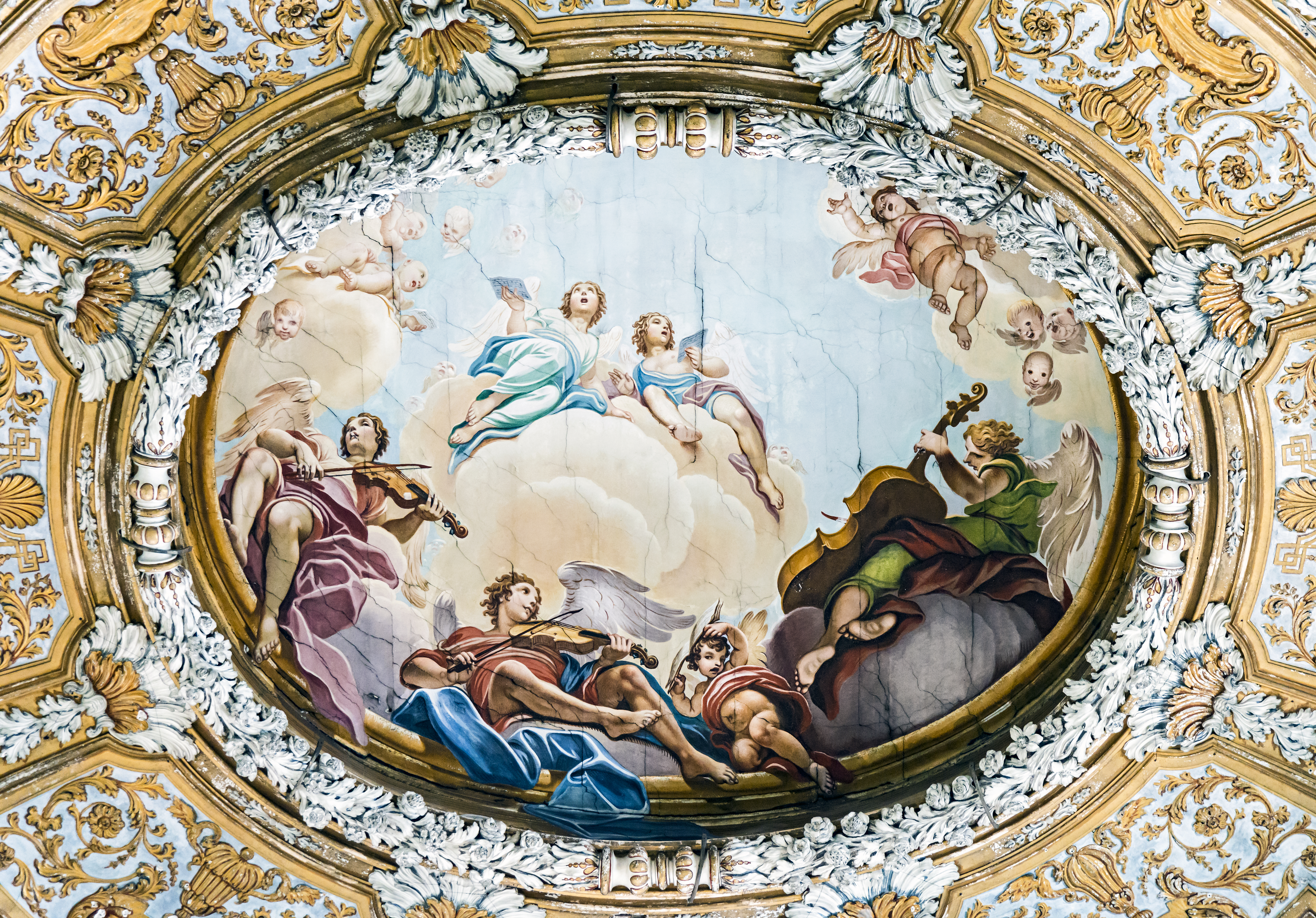
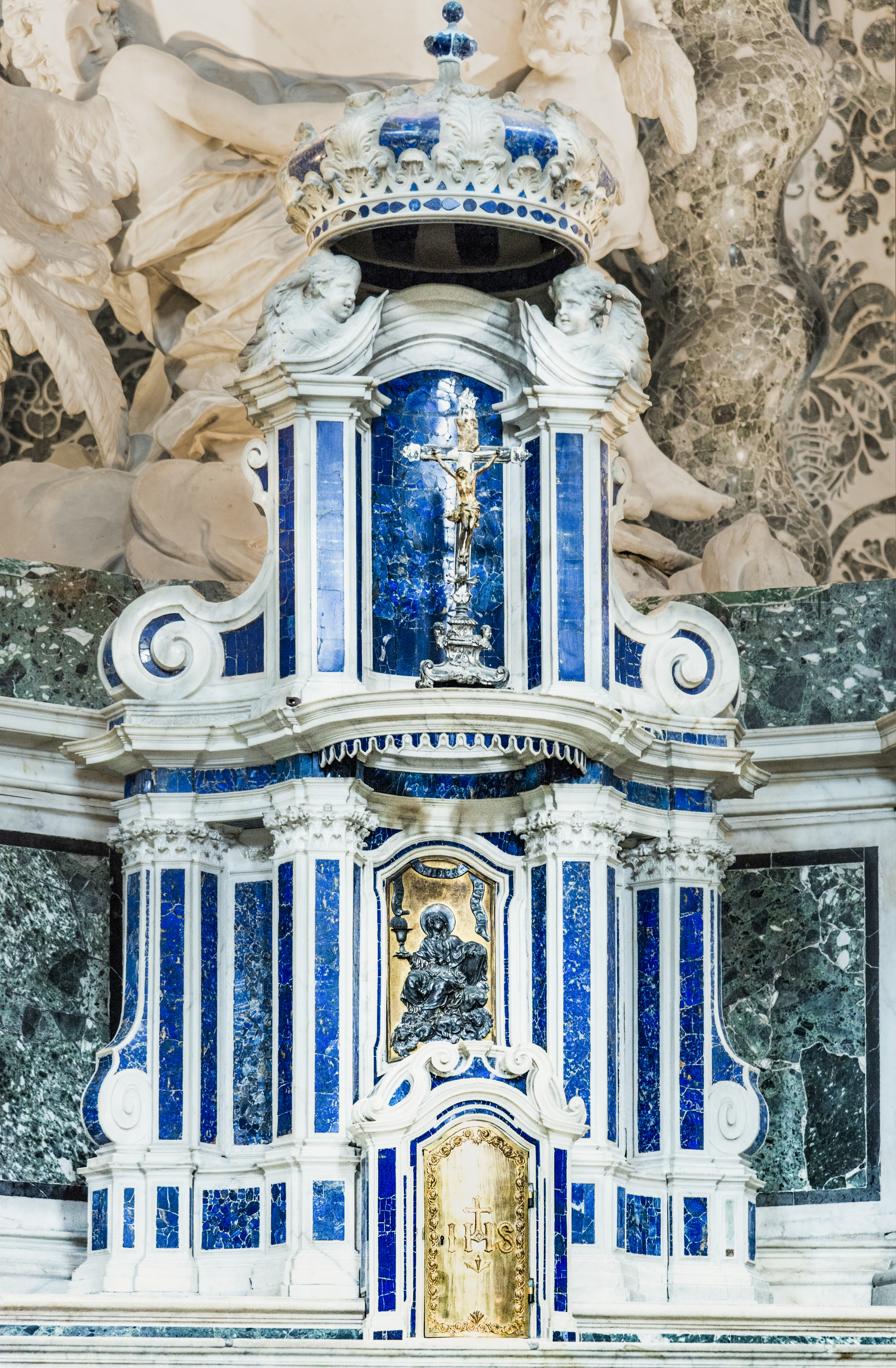
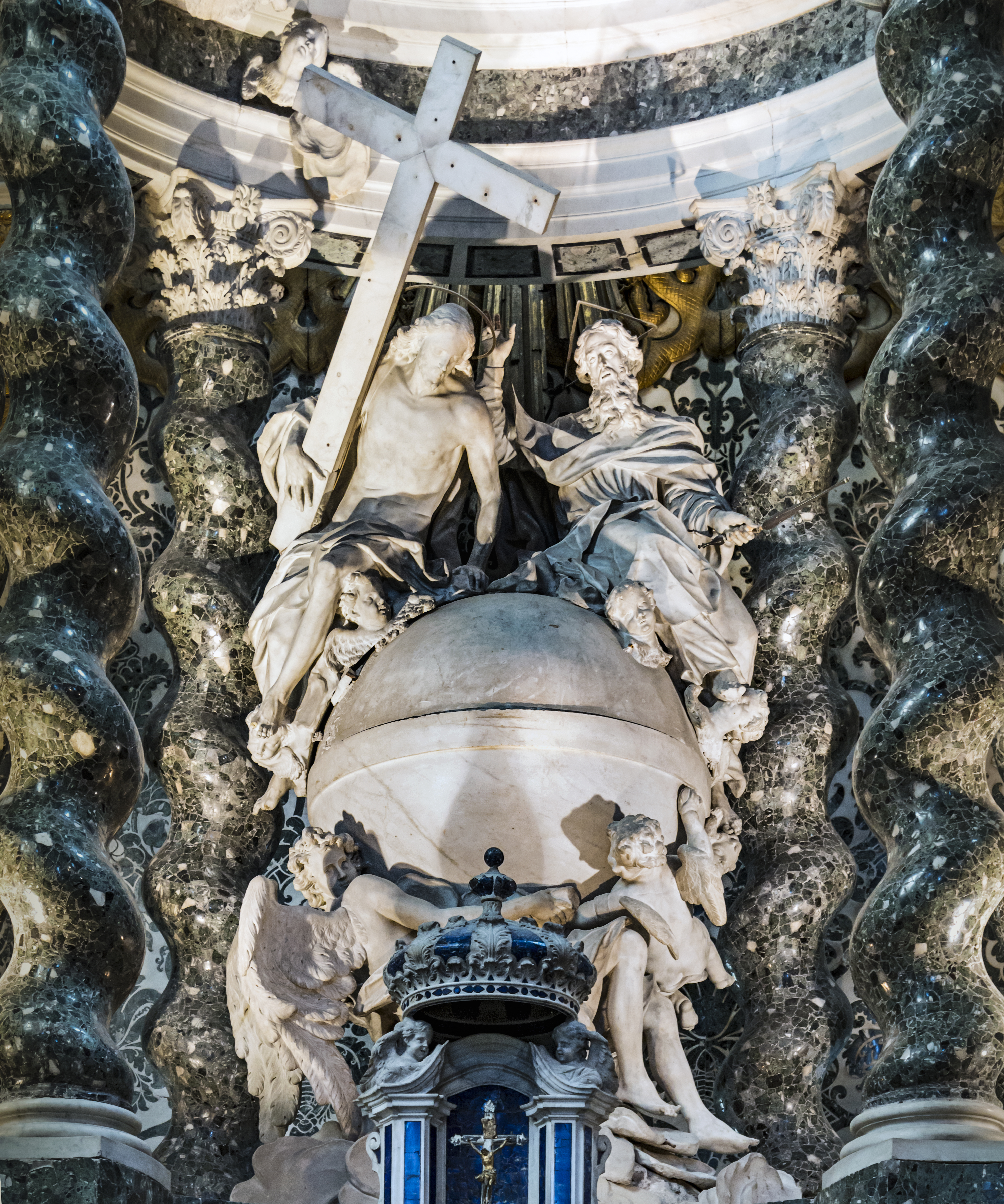
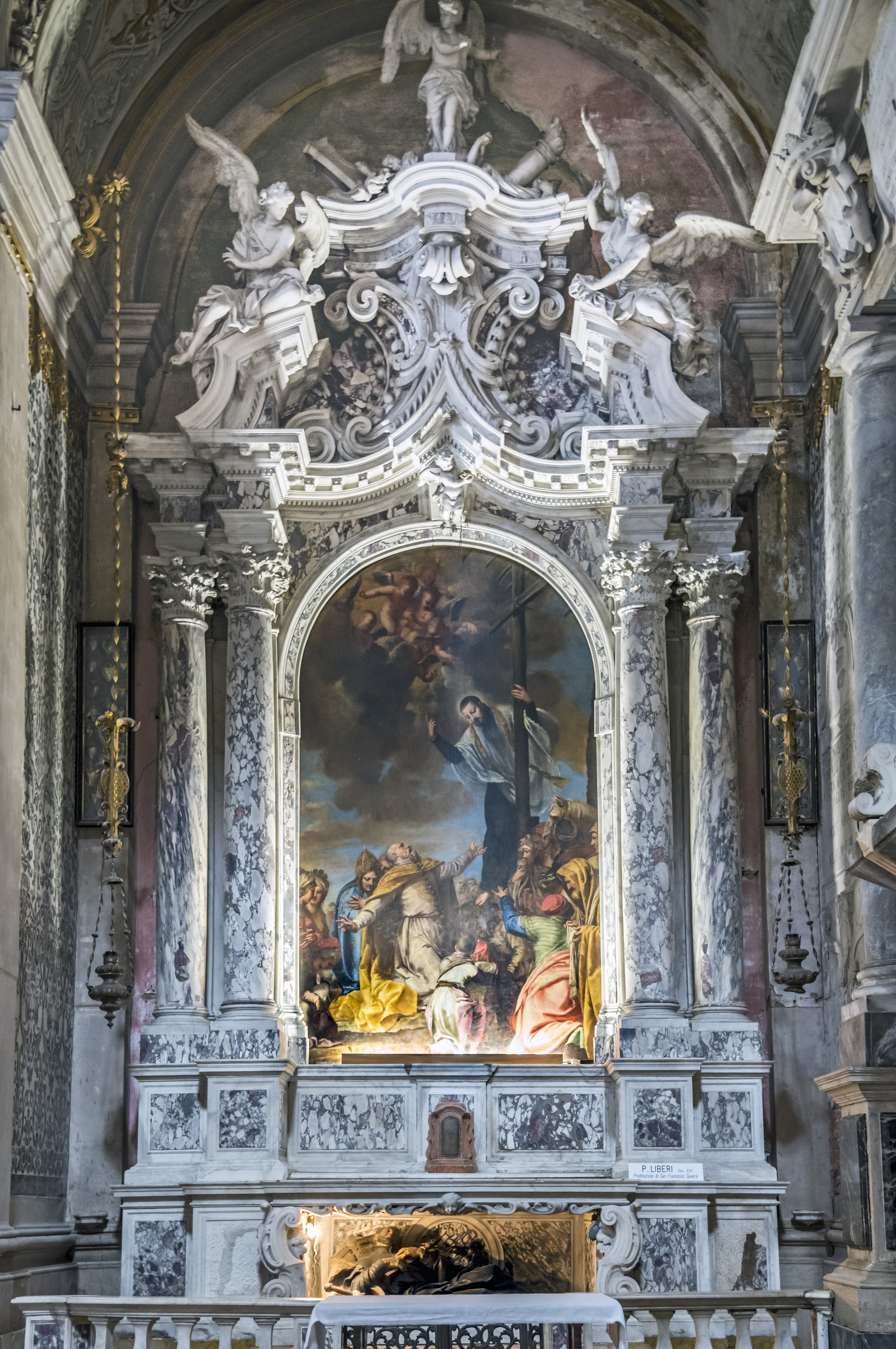
chapel to Saint Francis Xavier
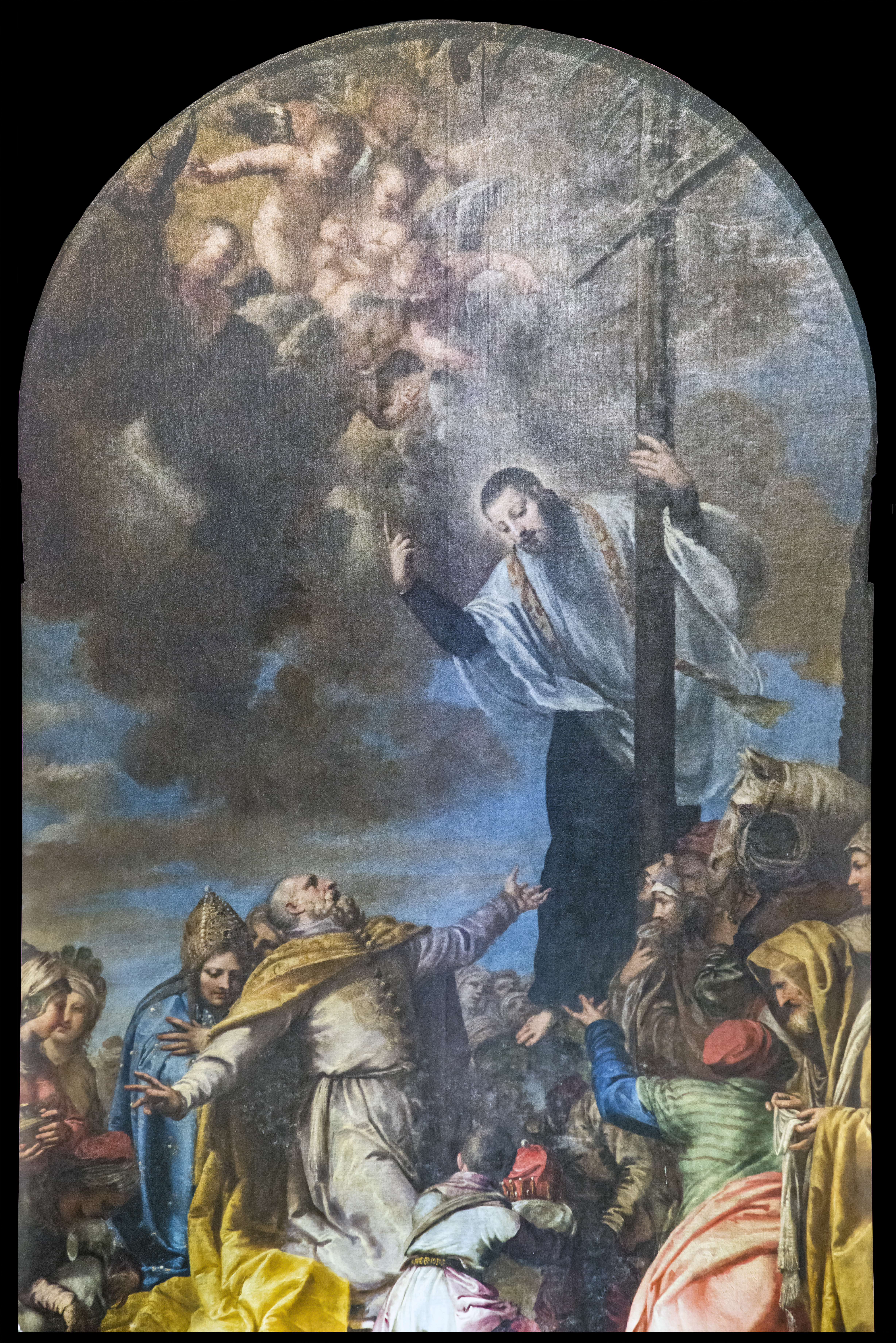
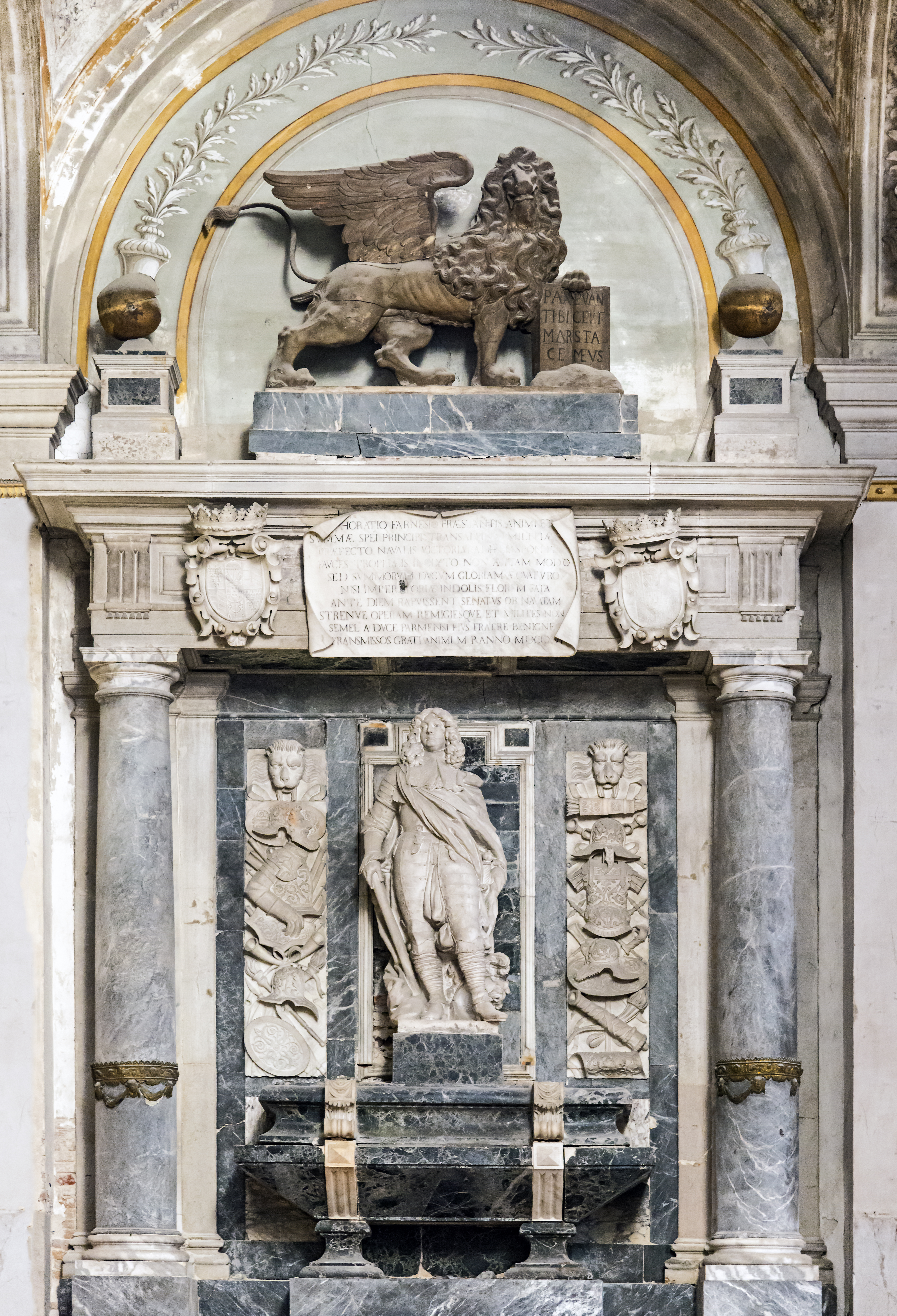

### 右侧

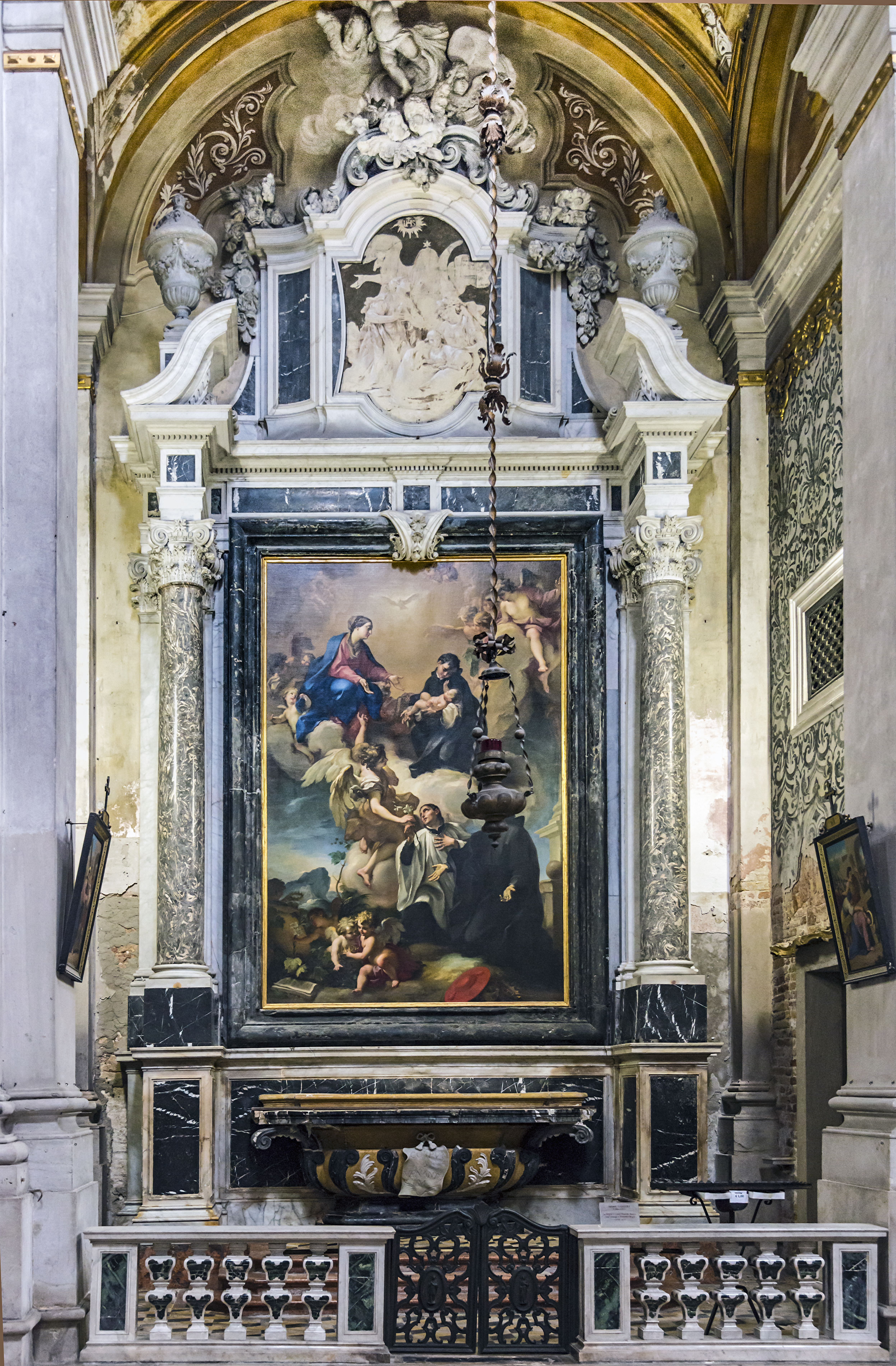
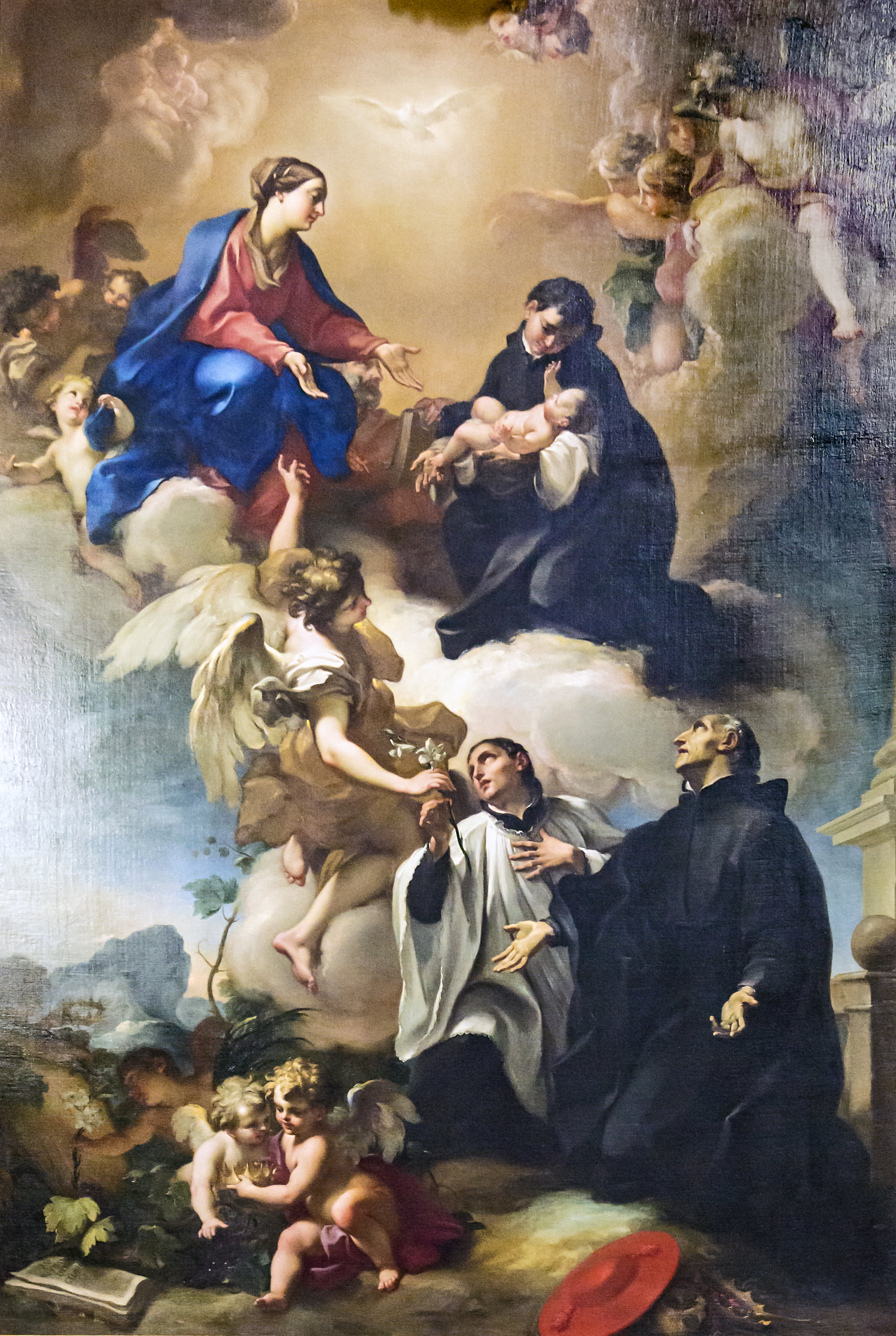
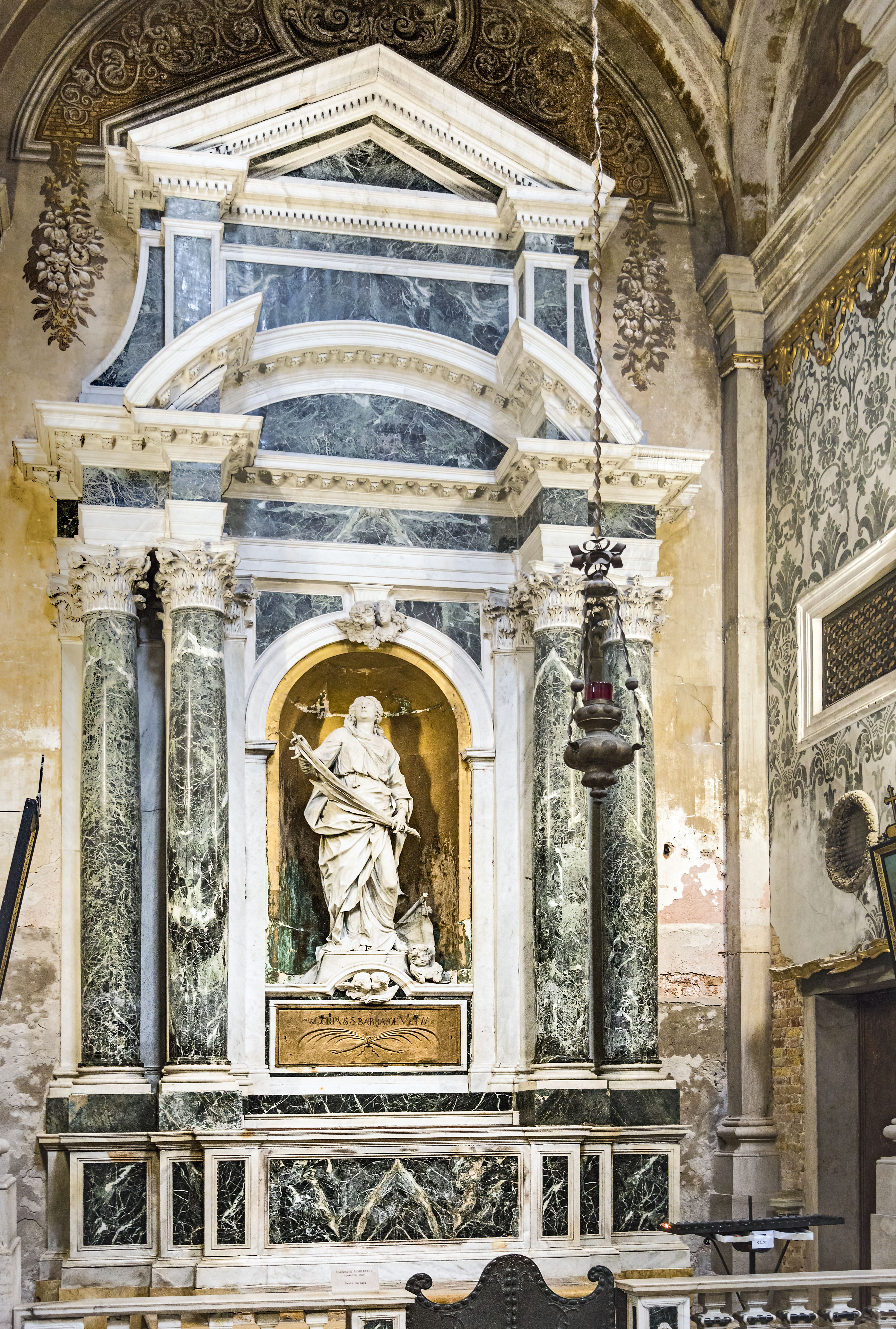
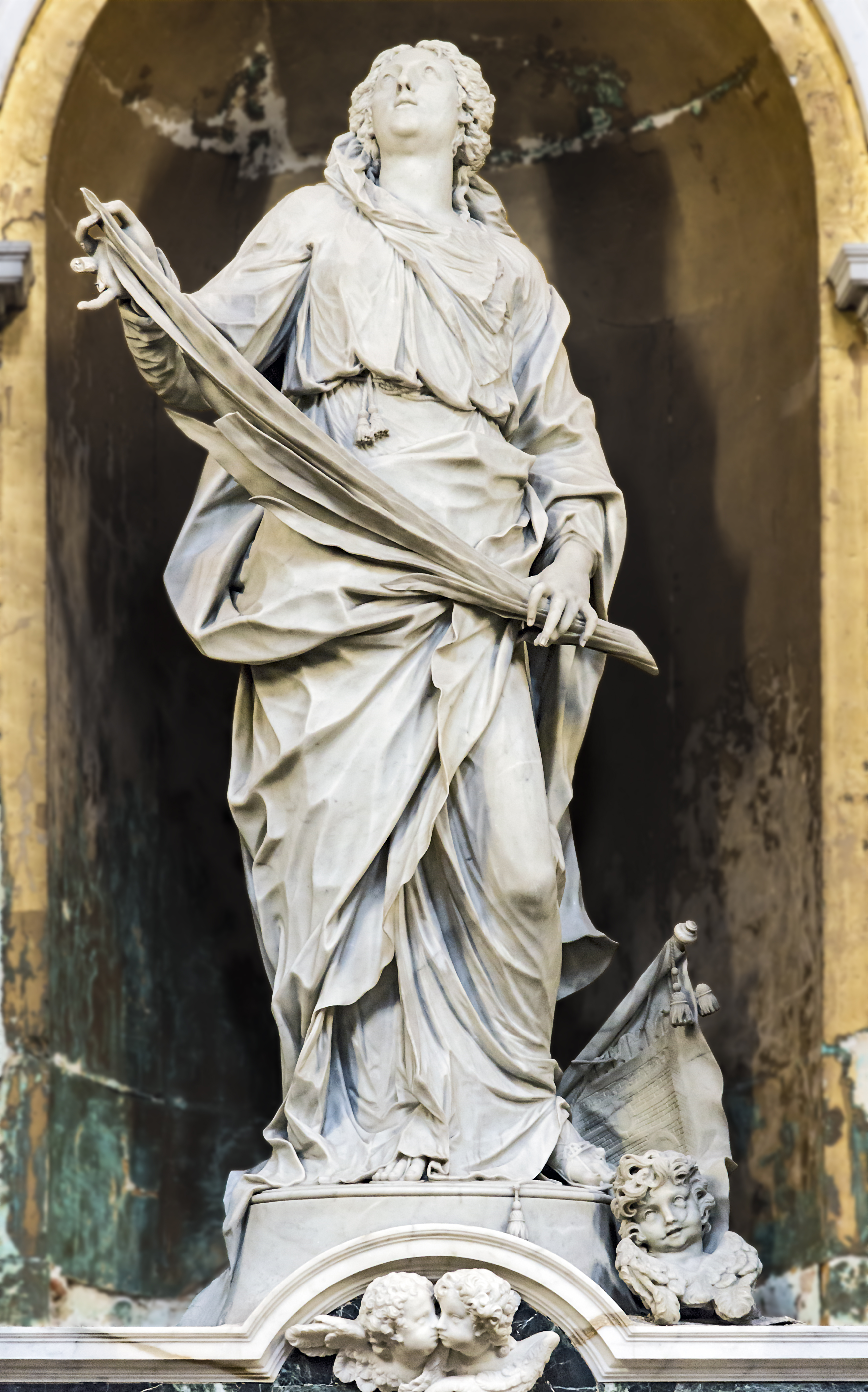
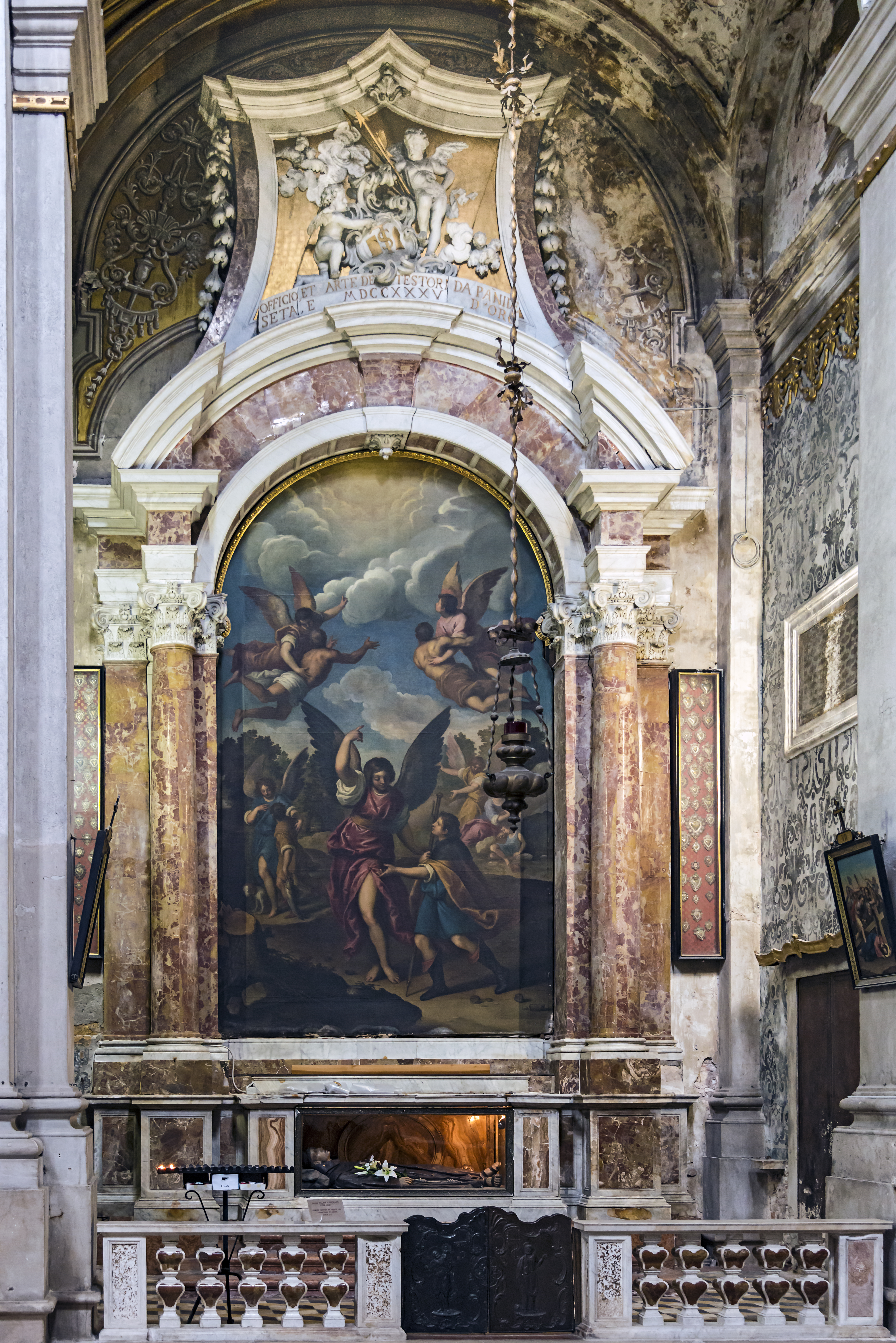